# BSC Young Boys
Der BSC Young Boys (offiziell Berner Sport Club Young Boys) ist ein Schweizer Sportverein aus Bern. Die Vereinsfarben sind Gelb und Schwarz. Der Vereinsname wird gewöhnlich zu YB oder BSC YB abgekürzt, wobei das Y immer als I (Berndeutsch [ˈiːbɛ]) ausgesprochen wird. Im Ausland ist YB als Young Boys Bern bekannt.
Bekannt ist vor allem die Fussball-Abteilung des Clubs, deren erste Mannschaft in der Schweizer Super League spielt und bisher 17 Mal Schweizer Meister sowie acht Mal Schweizer Cupsieger wurde. Im Jahr 1957 wurde YB als erster Fussballverein zum Schweizer Team des Jahres gewählt. International gehört YB zu den erfolgreichsten Schweizer Fussballclubs, 1959 erreichten die Berner den Halbfinal des Meistercups.
Die Heimspiele trägt die erste Fussballmannschaft des BSC Young Boys seit 1925 im Stadion Wankdorf aus. Die Berner Young Boys gehören zu den bekanntesten und traditionsreichsten Fussballclubs der Schweiz. Verglichen mit anderen Schweizer Clubs hat der BSC Young Boys eine aktive und treue Fangemeinde und ist mit 20.000 Mitgliedern der mitgliederstärkste Sportverein in der Schweiz.
YB besitzt eine grosse Juniorenabteilung. Die U21 (YB II) spielt seit der Saison 2021/22 in der Promotion League (dritthöchste Spielklasse).
Die Frauenfussball-Mannschaft spielt ebenfalls in der höchsten Schweizer Spielklasse, der Women’s Super League.
Zudem gibt es, zusammen mit dem FC Wyler, eine Senioren-Fussballsektion. Früher gab es auch eine Landhockey-, eine Handball- und eine Boccia-Sektion.

## Geschichte

### 1898 bis 1902: Die Gründung

Der FC Young Boys auf dem «Schwellenmätteli» unterhalb der Kirchenfeldbrücke

YB im Oktober 1900 auf dem Kasernenplatz gegen den FC Neuenburg

Im Jahr 1897 lernten die Brüder Max und Oskar Schwab an der Universität Bern Hermann Bauer und Franz Kehrli kennen. Da den vier Gymnasiasten ein Gastspiel des Basler Vereins Old Boys gegen den FC Bern dermassen grossen Eindruck gemacht hatte, gründeten sie am 14. März 1898 einen Fussballclub unter dem ähnlichen Namen FC Young Boys. Die vier übernahmen auch die Vereinsfarben Gelb und Schwarz.
Kurz vor der Gründung stellte vor allem das Auftreiben eines Fussballplatzes und von Umkleidekabinen ein Problem dar. Der etwas ältere FC Bern unterbreitete der YB-Führung daraufhin ein Angebot: Der FCB würde den Young Boys alles zur Verfügung stellen, wenn diese als Schülerteam des FCB anträten. Dabei sollte YB trotzdem eine komplett eigene Führung und eigene Statuten haben. YB ging auf dieses Angebot ein.
Laut Club-Chronik wurde das erste Spiel am 17. Juni 1898 gegen den FC Viktoria ausgetragen und gewonnen. Das erste offizielle Spiel bestritten die Berner am 29. Juni 1898 gegen das «Institut Grünau». Das Spiel endete unentschieden, und das Rückspiel am 17. Oktober ging mit 1:0 für den jungen Berner Verein aus. Verschiedentlich traten die Young Boys auch gegen den FC Bern an, gegen den sie erwartungsgemäss oft verloren. Doch als in der ersten Mannschaft des FC Bern immer häufiger Young Boys zum Einsatz kamen, fühlten sich die etablierten Bern-Spieler bedrängt und sahen sich in ihren Rechten als zahlende Mitglieder beeinträchtigt.

Das erste YB-Meisterteam im Jahr 1903

So wurden die Young Boys bereits am 30. Dezember 1898 vor die Wahl gestellt, sich dem FC Bern entweder vollständig anzuschliessen oder auf die Mitgliedschaft beim Stadtclub zu verzichten, um eigene Wege zu gehen.

«Um den unhaltbaren Zuständen, die durch das selbständige und sogar arrogante Auftreten der Schülermannschaft, die einen Klub in unserem Klub gründen wollte, geschaffen worden ist, ein Ende zu machen, wird deren Vertreter der Vorschlag gemacht, entweder sich vollständig abzutrennen oder aber als Aktivspieler in unseren zu treten.»

Mit grosser Mehrheit wurde auf die Fusion verzichtet, und fortan herrschte, vor allem seitens des FC Bern, erbitterte Rivalität.
Im neuen Jahrhundert schenkten einige Passivmitglieder und Gönner den Young Boys eine Fahne, die vor allem dem Vorstand der Young Boys viel Freude bereitete:

«Es hiess nicht etwa, wer soll oder wer muss, sondern wer darf sie tragen! Das war die goldene Zeit des Enthusiasmus und des begeisterten Einsatzes der ganzen jungen Persönlichkeiten für den Sport- und Freundschaftsbund, das waren die Tage, wo Gelb-Schwarz das ungetrübte Ideal der Herzen seiner Anhänger bildete. Armes Fähnlein – Und heute träumst du ungestört hinter Glas von jenen längst entschwundenen schönen Zeiten!»

Die Erfolge in den Frühlingsspielen von 1900 zeigten, dass YB auf einem erfolgreichen Weg war. Viele waren dennoch davon überzeugt, dass der Rivale FC Bern die stärkere Mannschaft habe. Aus diesem Grund veranstalteten die Organisatoren des Eidgenössischen Schwingfests ein Spiel zwischen den Rivalen. Das Spiel fand schliesslich am 26. August vor rund 3000 Personen statt, die vor allem gekommen waren, um eine «exotische» Sportart zu bestaunen, endete jedoch mit einem wenig aussagekräftigen 1:1. Am 17. August, also genau neun Tage vorher, wurde YB in den Schweizerischen Fussballverband aufgenommen. Bis anhin bestritten die Young Boys nur Freundschaftsspiele.
Die beiden Mannschaften wurden immer stärker voneinander getrennt, auch die Spielstätten lagen dadurch immer weiter auseinander. So spielte der FC Bern im Südwesten der Stadt, während der FC Young Boys fast in der Stadtmitte spielte. Der neu ausgewählte Sportplatz am Schwellenmätteli hatte seine Vor- und Nachteile. Durch die direkte Lage an der Aare war der Platz oft überschwemmt und sumpfig. Durch die zentrale Lage wurde der Club dafür von vielen Bernern beobachtet. Mit dem Vertrag vom 14. Oktober 1901 konnte YB auf dem sogenannten «Spitteler» der Stadt Bern für vorläufig drei Jahre spielen. Das ganze Areal umfasste 10'975 m², als Zins waren lediglich 257 Franken im Monat zu bezahlen. Damit waren die Voraussetzungen für einen regelmässigen Spielbetrieb endlich erfüllt.

### 1902 bis 1925: Die Anfänge

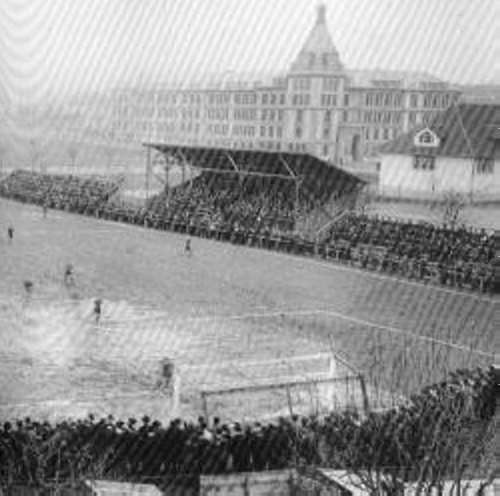
YB auf dem Spitalacker-Platz gegen den Karlsruher FC Phönix im Jahr 1908

Mannschaftsfoto der Saison 1909/10

Die ersten Erfolge von YB zeichneten sich schon früh ab. Gegen Lausanne konnten die Young Boys ein überraschendes 2:2 feiern, gegen Fortuna Basel am 26. Oktober 1902 sogar einen 7:0-Sieg. In diesen Jahren trat YB endgültig aus dem Schatten des FC Bern. Man gewann gegen die Stadtrivalen auswärts mit 3:1 und am 8. März 1903 zuhause mit 5:0. Somit war YB bereits Meister der Zentralliga und durfte an den Finalspielen der Schweizer Meisterschaft teilnehmen. Am 22. März fand schliesslich der erste Final gegen den FC Zürich statt. Bei YB liefen unter anderem die beiden Schwab-Brüder auf, mit denen die Berner die Zürcher mit 3:1 besiegten. Am 29. März musste YB gegen den Westmeister FC Neuchâtel spielen. Die Gäste aus Neuenburg waren die klaren Favoriten, denn die Berner hatten erst etwa einen Monat zuvor mit 1:4 gegen einen Genfer Club aus der Westzone verloren. Dadurch machten die Neuenburger den Fehler, YB zu unterschätzen. Die Neuenburger Abwehr brach komplett auseinander, als der YB-Stürmer Walter Frey kurz nach dem Seitenwechsel zum 1:0 traf. Das Spiel endete mit einem deutlichen 5:0, wodurch YB nach nur fünf Jahren des Bestehens bereits zum ersten Mal Schweizer Fussballmeister wurde.
Nachdem in den Anfangsjahren auf dem Schwellenmätteli (das sich unterhalb der Kirchenfeldbrücke befindet) trainiert worden war, spielte YB ab dem Jahr 1904 auf dem Spitalacker-Platz. In den darauf folgenden Saisons belegten die Young Boys am Ende der Meisterschaften zwar keine ersten Plätze mehr, waren jedoch in der Regionalgruppe immer unter den ersten drei.
Es dauerte einige Jahre, bis YB weitere Erfolge verbuchen konnte. So besiegten die Berner 1909 in Basel den FC Winterthur im Finalspiel um die Schweizer Meisterschaft mit 1:0. Im nächsten Jahr gewannen die Berner die Meisterschaftsfinalspiele gegen den FC Aarau mit 3:1 und gegen den Servette FC mit 2:1. Auch im Jahr 1911 konnten weder Servette Genf noch der FC Zürich verhindern, dass die Young Boys ihren vierten Meistertitel und damit den dritten in Serie nach Bern holten. Es war der erste Titel-Hattrick in der Geschichte des Schweizerischen Fussballverbands. YB wurde 1910 wie auch in den beiden darauf folgenden Jahren zusätzlich Sieger des Anglocups, des Vorgängers des heutigen Schweizer Cups.
Damals sprachen die Fans der Berner erstmals über die von allen Gegnern gefürchtete «YB-Viertelstunde» 15 Minuten vor Spielschluss. Die Spieler setzten ihre Kräfte während 90 Minuten so geschickt ein, dass sie die Gegner ab der 76. Spielminute förmlich überrannten. Beispiel dafür ist der Final 1910 zwischen YB und Aarau, in dem es bis zur 80. Minute 1:1 stand. Die beiden letzten Treffer verhalfen den Young Boys zum Meistertitel. Ähnlich verlief das Spiel gegen Servette in der Finalrunde 1911: Bis zur 72. Minute hiess es in Bern 1:1, drei Tore in den letzten 18 Minuten wendeten das Resultat für YB zum Titel-Hattrick.
Im Jahre 1913 wurde der englische Fussballlehrer Williams Reynold als erster Trainer des Vereins gewählt.
Weil kurz darauf der Erste Weltkrieg ausbrach, wurde der Spitalacker zum Kartoffelacker umfunktioniert. YB traf dazu eine Vereinbarung mit dem FC Bern, um den Sportplatz Kirchenfeld für 1400 Franken im Jahr zu mieten. Dort fanden die Trainings- und Wettbewerbsspiele statt. Die Sportplatzfrage machte damals dem YB-Vorstand dennoch schwere Sorgen. Ein Gesuch an den Gemeinderat um Wiederbenützung des Spitalackers wurde abgewiesen mit der Begründung, dass Kartoffeln derzeit wichtiger seien als Sport. Mehr Verständnis für die Leibesübungen fanden die Young Boys bei der Militärdirektion, die ihnen einen Teil des Kasernenareals zur Verfügung stellte.
Trotz diesen misslichen Umständen gewannen die Young Boys 1920 in der beachtlich gewachsenen Liga erneut die Schweizer Meisterschaft.
Im Sommer 1920 wurde der Spitalacker wieder zu einem Fussballplatz umgebaut, sodass YB im November wieder «zuhause» spielen konnte. Mit der Zeit entsprach der Boden des Spitalackers aber nicht mehr den Anforderungen der Young Boys. So entschloss man sich, nach etwas anderem Ausschau zu halten. Fündig wurde der Verein an der nordöstlichen Stadtgrenze auf dem Wankdorffeld, woraufhin mit dem Bau eines Stadions begonnen wurde.

### 1925 bis 1951: Der neue Name und das neue Stadion
Im Jahre 1925 wurde der Vereinsname von FC Young Boys in Berner Sport Club Young Boys geändert, da der Verein nun auch eine Boccia-Sektion besass. In diesem Jahr wurde auch das letzte Spiel auf dem alten Spitalacker ausgetragen. Im Oktober wurde das neue Stadion, das Wankdorfstadion von den Architekten Scherler & Berger, mit einem Turnier eingeweiht. Es nahmen die Old Boys aus Basel, der Servette FC aus Genf und die Young Boys teil. Die neue Sportanlage umfasste eine Haupttribüne mit 1200 Sitzplätzen, ein Restaurant, Umkleideräume, eine Trainingshalle und einen Trainingsplatz. Insgesamt fasste das neue Stadion 22'000 Zuschauer, 5000 davon fanden auf überdachten Stehrängen Platz. YB hatte nun ein modernes und grosses Stadion, was die Rivalität zum FC Bern nicht kleiner werden liess. Denn der Traditionsverein musste weiterhin auf dem kleinen und altmodischen Neufeldplatz spielen. Es kam gar so weit, dass die beiden Clubs unter Mitwirkung des damaligen Zentralpräsidenten Schlegel einen Vertrag aushandelten, künftig alles zu vermeiden, was das gegenseitige Einvernehmen stören könnte.
1929 stand YB wieder in der Finalrunde der Schweizer Meisterschaft. Das erste Spiel an einem Sonntag hiess Urania Genève Sport gegen YB, das zweite eine Woche darauf GC gegen Urania und am dritten Sonntag das Endspiel YB – GC. Das erste Spiel in Genf endete mit einem 0:0-Unentschieden; mit diesem Resultat konnten die Berner allerdings zufrieden sein. Als die Grasshoppers dann in Zürich gegen Genf gleich mit 3:0 gewannen, sanken die Chancen auf den Titel für YB gewaltig. Schliesslich reichte den Gästen aus Zürich ein Unentschieden, um zum dritten Mal in Folge Meister zu werden. Zusätzlich konnte GC noch das neue Hardturm-Stadion feiern. An diesem 30. Juni mussten die Young Boys aus Personalmangel ihren Ersatztorhüter Erich Jung ins offensive Mittelfeld stellen, diesem gelang dabei auch gleich ein Treffer. Ein weiteres Tor erzielte der Stürmer Johan Baumgartner. Damit konnte YB den GC-Meisterhattrick mit einem 2:0 verhindern.
Anfang 1930 merkte die YB-Führung bereits, dass das Wankdorfstadion zu klein war. Daher wurde für den Ausbau ein zusätzlicher Landstreifen von der Burgergemeinde gekauft, sodass das gesamte Areal des Stadions nun 35'585 m² umfasste.
1930 konnten die Young Boys zudem den ersten Schweizer-Cup-Sieg feiern. Der Schweizer Cup war nach der Auflösung des Anglocups durch den Ersten Weltkrieg erst fünf Jahre zuvor eingeführt worden. In dem mit 30'000 Zuschauern überfüllten Wankdorf schlugen die Berner den FC Aarau mit 1:0. In den folgenden 15 Jahren befanden sich die Young Boys beinahe immer in der oberen Tabellenhälfte.
Während dieser Zeit wurde das Wankdorf immer weiter ausgebaut. Das Fassungsvermögen des Stadions erhöhte sich nach Erweiterungsbauten auf 42'000 Zuschauer und kostete den Verein weitere 300'000 Franken. Ausserdem kam ein weiteres Trainingsfeld hinzu.
Gegen Ende der Dreissigerjahre begann die Weltwirtschaftskrise auch den Schweizer Fussball zu treffen. Die Zuschauerzahlen sanken kontinuierlich, und der «Verein Sportplatz Spitalacker» konnte seinen finanziellen Verpflichtungen nicht mehr nachkommen. Nach dem Ausbruch des Zweiten Weltkriegs zog der Verein in Erwägung, das Stadion zu verkaufen. Durch einen Schulden-Nachlass und die Hilfe der Stadt Bern im Jahre 1943 konnten die Finanzen des Vereins jedoch saniert werden. Daraufhin änderte der Stadionverbund seine Statuten und seinen Namen auf «Verein Fussball-Stadion Wankdorf».
Während des Zweiten Weltkrieges belegte YB mit wenigen Ausnahmen nur Ränge um die Tabellenmitte. Erst im Jahr 1945, am Ende des Zweiten Weltkrieges, gelang der nächste Erfolg: YB holte sich den zweiten Schweizer Cup gegen den FC St. Gallen durch einen 2:0-Sieg vor 15'000 Zuschauern im Stadion Wankdorf. Die beiden Tore fielen erst in der Verlängerung durch Trachsel und Walaschek. Der Cupfinal fand am Ostermontag, 2. April 1945, statt. Der Cup-Halbfinal wurde nur zwei Tage früher, am Karsamstag, 31. März 1945, in Basel ausgetragen. YB sicherte sich den Einzug in den Final mit einem 4:2-Erfolg gegen die Young Fellows aus Zürich. Im Tor der Zürcher stand der Winterthurer Walter Eich, der drei Jahre später auf die Saison 1948/49 zu YB wechselte. Der Cup-Halbfinal YB – YF in Basel war das dritte Wiederholungsspiel, nachdem sich die Boys und die Fellows zweimal unentschieden getrennt hatten (am 11. März 1945 in Zürich 1:1 nach Verlängerung und am 25. März 1945 in Bern 0:0 nach Verlängerung). Auf dem Weg zum 2. Sieg im Schweizer Cup nahm YB die folgenden Hürden: am 3. Dezember 1944 FC Thun – YB 0:5, am 24. Dezember 1944 FC Sion – YB 2:4, am 18. Februar 1945 YB – Étoile La Chaux-de-Fonds 10:0, am 25. Februar 1945 FC Grenchen – YB 0:2, und dann folgte im März die oben erwähnte Marathon-Halbfinalserie gegen die Young Fellows. Trainer zu dieser Zeit war der Ungar Béla Volentik, der von 1942 bis 1946 in Bern wirkte.
Zwei Saisons später stiegen die Berner jedoch in die Nationalliga B ab. Es dauerte drei Jahre, bis sie wieder in die höchste Liga aufstiegen und für über 50 Jahre dort blieben.

### 1951 bis 1964: Die goldenen Jahre unter Trainer Albert Sing
| Saison | Platz | Liga | ⌀ Zuschauer |
| ------ | ----- | ---- | ----------- |
| 1956   | 3/14  | NLA  | 09'840      |
| 1957   | 1/14  | NLA  | 11'000      |
| 1958   | 1/14  | NLA  | 10'230      |
| 1959   | 1/14  | NLA  | 10'040      |
| 1960   | 1/14  | NLA  | 12'600      |
| 1961   | 2/14  | NLA  | 12'600      |
| 1962   | 5/14  | NLA  | 11'200      |
| 1963   | 4/14  | NLA  | 10'960      |
| 1964   | 6/14  | NLA  | 09'900      |

1951 wurde Eric Norbert Jones nach nur einem Jahr als Trainer durch Albert Sing abgelöst, der bei der Fussball-WM 1954 in der Schweiz («Das Wunder von Bern») Assistenztrainer des legendären Sepp Herberger war und bei den YB-Anhängern als Hoffnungsträger galt. Sing fungierte vorerst als Spielertrainer, bevor er beschloss, nur noch als Trainer zu amten. Während seiner Amtszeit erlebte YB seine bisher erfolgreichste Zeit. Mit Zuzügen wie Eugen «Geni» Meier verstärkten sich die Berner auf hohem Niveau. Massgeblich am Erfolg in dieser Zeit beteiligt war auch der Torhüter Walter Eich, der als einer der besten Torhüter der YB-Geschichte gilt. Weiter bestand das Team aus Top-Spielern wie Heinz Schneiter und Ernst Wechselberger. Anlässlich der Weltmeisterschaft 1954 wurde die Kapazität des Wankdorfstadions Anfang der Fünfzigerjahre von rund 42'000 auf über 64'000 Plätze erhöht.
Den ersten Erfolg mit Albert Sing gelang den Young Boys mit dem dritten Cupsieg im Jahr 1953. YB gegen die Grasshoppers Zürich lautete die Finalpaarung des Cups, 1:1 stand es auch nach der Verlängerung. So kam es etwa fünf Wochen später zum erneuten Duell beider Mannschaften, das die Berner für sich entscheiden konnten. Im Sommer desselben Jahres wurde YB zu einer Nordamerika-Tournee eingeladen. Die Berner spielten dort gegen einige amerikanische Mannschaften sowie gegen den FC Liverpool (1:1) und die irische Nationalmannschaft, die mit 4:1 besiegt wurde. Die Mannschaft warb mit guten Resultaten in Übersee für den Schweizer Fussball und wurde bei der Rückkehr in Bern begeistert empfangen. Zwischen 1956 und 1960 wurde YB vier Mal in Folge Schweizer Meister. In dieser Zeit gehörte YB zu den erfolgreicheren Teams im europäischen Fussball. 1957 gelang ein weiterer Cupsieg, als die Berner GC im entscheidenden zweiten Finalspiel mit 4:1 besiegten. Auch internationale Erfolge verbuchten die Young Boys in der Ära Sing. Beim ersten Auftritt im Europacup der Meister durfte YB jedoch beim Heimspiel nicht im Wankdorf antreten. Die Berner zogen das Los Vasas Budapest, den Club des kommunistischen ungarischen Innenministeriums. Einige Schweizer Politiker forderten, dass kein Schweizer Verein sportliche Kontakte zu diesem Club pflegen dürfe, vor allem nicht in Bern, der Bundesstadt der Schweiz. Die Verantwortlichen des Servette FC waren es, die den Bernern für das Spiel das Charmilles-Stadion zur Verfügung stellten. 20'000 Zuschauer unterstützten die Berner in Genf beim 1:1 gegen die Ungarn. Im Rückspiel unterlagen die Young Boys dann mit 1:2.
Auch ein Jahr später kam der Gegner im Europacup der Meister wieder aus Ungarn, diesmal hiess er MTK Budapest FC. YB gewann das Hinspiel im Nep-Stadion mit 2:1. Am 26. November 1958 fand dann die Europacup-Premiere im Wankdorf statt; 28'000 Zuschauer kamen und feierten den 4:1-Sieg der Berner. In der zweiten Runde bekam es YB mit dem ostdeutschen Meister SC Wismut Karl-Marx-Stadt zu tun. Die 32'000 Zuschauer im Wankdorf sahen ein mässiges Spiel, in dem sich die Mannschaften nach einer 2:0-Führung der Young Boys mit 2:2 trennten. Eine Woche später kam es zum Rückspiel in der DDR. Das Spiel endete 0:0, was zu dieser Zeit noch ein Entscheidungsspiel nötig machte. Dieses fand am 1. April 1959 im Amsterdamer Olympiastadion statt; YB gewann mit 2:1. Somit qualifizierten sich die Young Boys für den Halbfinal im Europacup der Meister. Der Gegner im Halbfinal hiess Stade de Reims.
Das Spiel der Spiele in der Geschichte der Gelb-Schwarzen fand am 15. April 1959 statt, einem regnerischen Mittwoch. Mehr als 64'000 Zuschauer drängten sich ins vollbesetzte Wankdorf, inoffiziell sollen es aber durch die schlechte Eingangskontrolle sogar mehr als 70'000 gewesen sein. Bis heute ist es damit das bestbesuchte Spiel in der Schweizer Fussballgeschichte. YB gewann nur knapp mit einem 1:0 durch ein Tor von Geni Meier in der 13. Minute. Stade Reims empfing die Berner zum Rückspiel im Parc des Princes in Paris. Die Franzosen gewannen mit 3:0 und erreichten damit den Final. Nur dem FC Zürich 1964 und 1977, dem Grasshopper Club Zürich 1978 und dem FC Basel 2013 sowie 2023 in der Conference League gelang es bis heute, in einem internationalen Wettbewerb so weit vorzustossen wie der BSC Young Boys in dieser Spielzeit.
Auch 1960 stand YB im Europacup der Landesmeister. In der ersten Runde bekamen es die Berner mit Eintracht Frankfurt zu tun. Frankfurt gewann in Bern das erste Spiel mit 4:1; beim Rückspiel im Frankfurter Waldstadion erreichte YB noch ein nutzloses 1:1. Im Jahre 1961 ging es zunächst nach Irland, der Gegner hiess Limerick. YB siegte auf der grünen Insel mit 5:0, worauf auch im Wankdorf vor 22'000 Zuschauern ein 4:2-Sieg folgte. Im Achtelfinal bekamen die Young Boys den Hamburger SV zugelost (das erste Europacupspiel der Hamburger in ihrer Vereinsgeschichte), der mit Stürmerstar Uwe Seeler antrat. Rund 45'000 Zuschauer fanden sich beim Spiel im Wankdorf ein. Die Hamburger gewannen das Spiel mit 5:0 sehr deutlich. In Hamburg wollten es die Berner besser machen und erreichten vor 40'000 Zuschauern im Volksparkstadion ein 3:3. Es war der letzte YB-Auftritt im Europacup für eine lange Zeit.
Nach vier Meistertiteln, einem Cupsieg und vielen Europacup-Erfolgen reisten die Young Boys 31 Tage lang durch Fernost. In fünf Wochen besuchten die Berner zehn Länder und trugen mehrere Freundschaftsspiele gegen asiatische Mannschaften aus.
Albert Sing verliess Bern im Jahr 1964 nach 13 Jahren als erfolgreichster Trainer in der Geschichte von YB.

### 1964 bis 1984: Abstieg ins Mittelmass
| Saison                                                | Platz    | Liga | ⌀ Zuschauer |
| ----------------------------------------------------- | -------- | ---- | ----------- |
| 1965                                                  | 2/14     | NLA  | 09'115      |
| 1966                                                  | 5/14     | NLA  | 09'500      |
| 1967                                                  | 7/14     | NLA  | 09'080      |
| 1968                                                  | 8/14     | NLA  | 11'000      |
| 1969                                                  | 4/14     | NLA  | 12'538      |
| 1970                                                  | 5/14     | NLA  | 10'040      |
| 1971                                                  | 8/14     | NLA  | 08'380      |
| 1972                                                  | 5/14     | NLA  | 10'100      |
| 1973                                                  | 9/14     | NLA  | 07'310      |
| 1974                                                  | 6/14     | NLA  | 06'155      |
| 1975                                                  | 2/14     | NLA  | 07'340      |
| 1976                                                  | 5/14     | NLA  | 09'115      |
| 1977                                                  | 6/6*     | NLA  | 10'025      |
| 1978                                                  | 1/6**    | NLA  | 04'162      |
| 1979                                                  | 5/6*     | NLA  | 08'437      |
| 1980                                                  | 10/14*** | NLA  | 05'861      |
| 1981                                                  | 4/16     | NLA  | 10'940      |
| 1982                                                  | 5/16     | NLA  | 08'220      |
| 1983                                                  | 9/16     | NLA  | 05'820      |
| 1984                                                  | 11/16    | NLA  | 04'570      |
| * Finalrunde ** Abstiegsrunde *** Keine Abstiegsrunde |          |      |             |

Die Nachfolger von Albert Sing hatten ein schweres Erbe anzutreten, Mittelmass genügte dem verwöhnten Berner Publikum nicht mehr. Heinz Bigler und Hans Grütter übernahmen die Trainingsleitung, bis Hans Merkle die Nachfolge von Albert Sing antrat. Zwar spielten Geni Meier, Ernst Wechselberger und andere Spieler der Meisterjahre immer noch mit, jedoch brachte dies wenig. Merkle war ein Trainer der harten deutschen Schule, und es gelang ihm auch, YB in der vorderen Ranglistenhälfte zu halten (Ränge 2, 5, 7). Die Mischung aus Alt und Jung aber stimmte bei den Bernern überhaupt nicht. Otto Messerli, damals als Junior ins Kader der ersten Mannschaft nachgerückt, später jahrelang Captain der Young Boys, schilderte die Situation: «Es gab zwar viele gute Ansätze, aber der FC Basel und der FC Zürich blieben für uns unerreichbar.» Dies war auch bei den Merkle-Nachfolgern Skiba, Schneiter und Eich, Brülls, Peters und Linder nicht anders: Die Young Boys sorgten zwar immer wieder für grosse Spiele, so zog beispielsweise der Cupfinal gegen Basel 52'000 Zuschauer ins Wankdorf, aber auf Dauer war dies auch für Schweizer Verhältnisse nur Mittelmass. Dennoch brachten es auch in dieser Zeit einige YB-Spieler in der nationalen Hierarchie sehr weit. Der Holländer Bert Theunissen etwa löste Meier und Wechselberger 1964 als «Kanonier» ab – auch er wurde damals mit YB Schweizer Torschützenkönig, ehe er YB zwischenzeitlich verliess. Auch für ihn wurde ein guter Ersatz gefunden: Die Berner kauften Dieter Brenninger vom FC Bayern München. Ein weiterer Neuzuzug, Walter «Wale» Müller, spielte zwischen 1967 und 1972 für YB und war in seiner Aktivzeit ein von den gegnerischen Verteidigern gefürchteter Stürmer: Er pflegte sich mit aller Kraft und unter grösstmöglichem Einsatz in die Vorlagen und Zweikämpfe zu werfen.

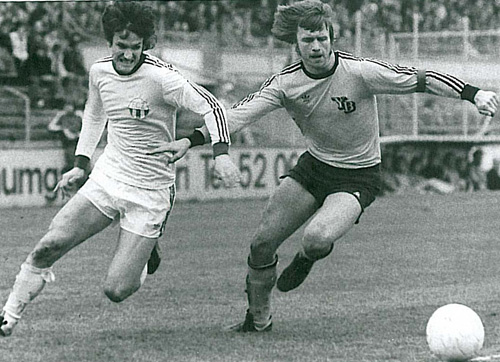
Martin Trümpler im Jahr 1974 im Kampf gegen Daniel Jeandupeux

In den späteren Sechziger- und in den Siebzigerjahren gelang den Bernern nur noch wenig. Als YB in der Saison 1974/75 Vizemeister wurde, konnte man sich nach langer Zeit wieder einmal international messen. In der ersten Runde des UEFA-Cups hiess der Gegner wie schon 1961 Hamburger SV. Im Hinspiel im Wankdorf spielten die beiden Mannschaften 0:0. Der HSV gewann aber zuhause im Volksparkstadion mit 4:2, die Berner schieden vorzeitig aus dem Wettbewerb aus. Auf dem Feld standen in diesem Spiel für die Young Boys unter anderem Jakob Brechbühl und Karl Odermatt.
Es dauerte bis zum Jahre 1977, ehe YB wieder einen Titel erringen konnte. Unter Trainer Kurt Linder wurde der Cup zum fünften Mal nach Bern geholt. Dank diesem Titel erreichte man die Vorrunde des Cups der Cupsieger. Mit den Glasgow Rangers wartete eine äusserst schwere Aufgabe auf die Berner. Im Ibrox Park hielt YB aber wacker mit und verlor nur mit 0:1. Beim Rückspiel im Wankdorf vor 17'000 Zuschauern trennten sich die beiden Mannschaften 2:2 – die Rangers waren eine Runde weiter. Bei den Young Boys stand wieder ein Trainerwechsel bevor, der Nachfolger von Kurt Linder hiess René Hüssy. 1979 standen die Young Boys wieder (als Finalist nachgerückt) im europäischen Cup der Cupsieger. Am 19. September 1979 kamen nur gerade 6700 Zuschauer ins Wankdorf, um das Spiel gegen Steaua Bukarest zu sehen, das 2:2 endete. YB verlor vor diesem Spiel drei Meisterschaftsspiele in Folge, weswegen auch die Zuschauerschnitte wieder sanken. YB spielte gegen die Rumänen zwar zu defensiv, war dem Sieg aber deutlich näher. Die Tore schossen Stoica, Zwygart, Lordanesen und Schönenberger. Zwei Wochen später verloren die Young Boys in Bukarest sang- und klanglos mit 0:6. YB lag bereits mit 0:2 in Rückstand, ehe das Spiel richtig begonnen hatte.

### 1984 bis 1991: Die Ära Mandziara
| Saison                        | Platz | Liga | ⌀ Zuschauer |
| ----------------------------- | ----- | ---- | ----------- |
| 1985                          | 9/16  | NLA  | 04'550      |
| 1986                          | 1/16  | NLA  | 10'500      |
| 1987                          | 10/16 | NLA  | 06'440      |
| 1988                          | 8/8*  | NLA  | 07'920      |
| 1989                          | 5/8*  | NLA  | 06'950      |
| 1990                          | 7/8*  | NLA  | 06'370      |
| * Finalrunde ** Abstiegsrunde |       |      |             |

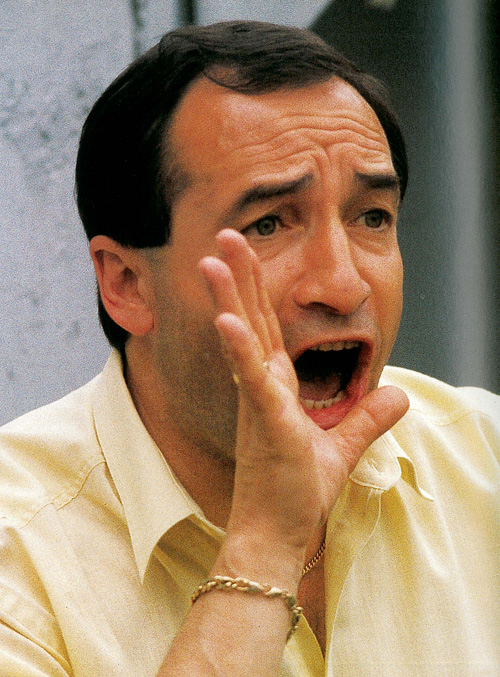
YB-Trainer Aleksander Mandziara

Es folgten wieder turbulente Zeiten im Wankdorf. Nach vielen Trainerwechseln wurde 1984 Aleksander Mandziara als Trainer engagiert. Der ruhige Pole mit deutschem Pass liess offensiven Fussball spielen und war durch harte Trainingseinheiten bei den Spielern berüchtigt. In seinem ersten Amtsjahr erreichten die Young Boys nur gerade den neunten Rang. Trotzdem wurde Mandziara weiterhin das Vertrauen geschenkt. Auch in der nächsten Spielzeit, 1985/86, lief es für das YB-Team anfangs noch nicht wunschgemäss, die Vorrunde beendete es als Tabellenfünfter. In der Winterpause wurde der Schwede Robert Prytz verpflichtet, der als Spielmacher neben Georges Bregy im YB-Mittelfeld die Fäden ziehen sollte. Mit dieser Verstärkung verlief die Rückrunde deutlich wunschgemässer. Der Rückstand auf Tabellenführer Xamax schmolz Runde um Runde. Am 24. Mai 1986 kam es in der Neuenburger Maladière zum Entscheidungsspiel, YB gastierte vor 21'500 Zuschauern. 4:1 lautete das Schlussresultat für die Berner. Der dänische Torschützenkönig Lars Lunde und Dario Zuffi hatten je zweimal getroffen und YB nach 26 Jahren wieder zum Meistertitel geschossen.
Im Europacup der Meister zogen die Berner in der ersten Runde den Spitzenclub Real Madrid mit Topstars wie Hugo Sánchez und Emilio Butragueño. 32'000 Zuschauer liessen sich die Partie im Wankdorf trotz strömendem Regen am 17. September 1986 nicht entgehen. Urs Bamert gelang damals mit einem Kopfballtor der Siegestreffer gegen die Gäste aus Spanien. Im mit 75'000 Zuschauern besetzten Bernabeu-Stadion in Madrid stand es bis zur 75. Minute nur 1:0 für die Mannschaft aus Spanien. Als aber das 2:0 durch Jorge Valdano fiel, brach die Abwehr der Young Boys auseinander. Schliesslich gewann Real Madrid entgegen dem Spielverlauf mit 5:0.
Im Jahr 1987 wurde YB zum sechsten Mal Cupsieger. Im Final besiegte man den Servette FC mit 4:2 nach Verlängerung. Im internationalen Cup der Cupsieger ging die Reise in der ersten Runde in die Tschechoslowakei zu Dunajská Streda. Die Slowaken gewannen das Hinspiel mit 2:1. Vor 8100 Zuschauern gewann YB in Bern mit 3:1 und qualifizierte sich für die zweite Runde. Im Achtelfinal trafen die Berner auf den FC Den Haag, bei dem sie mit 1:2 verloren. Das Rückspiel im Wankdorf fand bei eisiger Kälte vor gerade einmal 6400 Zuschauern statt; ein 1:0 genügte YB für den Einzug in die Viertelfinals. Der nächste Gegner kam wieder aus Holland und hiess Ajax Amsterdam. Bei −6 °C war das Wankdorf auch am 9. März 1988 mit 7686 Zuschauern eher spärlich besetzt. Ajax gewann das Spiel mit 1:0. Beim Rückspiel im Olympiastadion Amsterdam vor 30'000 Zuschauern verloren die Berner wiederum mit 0:1 und schieden somit aus dem Wettbewerb aus.

### 1991 bis 2001: Auf und ab
| Saison                            | Platz | Liga | ⌀ Zuschauer |
| --------------------------------- | ----- | ---- | ----------- |
| 1991                              | 6/8*  | NLA  | 5'544       |
| 1992                              | 4/8*  | NLA  | 6'560       |
| 1993                              | 2/8*  | NLA  | 6'883       |
| 1994                              | 6/8*  | NLA  | 5'335       |
| 1995                              | 1/8** | NLA  | 4'713       |
| 1996                              | 1/8** | NLA  | 4'800       |
| 1997                              | 5/8** | NLA  | 4'867       |
| 1998                              | 4/8** | NLB  | 4'390       |
| 1999                              | 6/8** | NLA  | 4'755       |
| 2000                              | 1/8** | NLB  | 2'580       |
| 2001                              | 4/8** | NLB  | 4'500       |
| * Finalrunde ** Auf/Abstiegsrunde |       |      |             |

Im Jahr 1991 erreichte YB zusammen mit dem FC Sion wieder den Cupfinal. Das Stadion Wankdorf war mit 50'000 Zuschauern vollbesetzt, und eine von beiden Mannschaften offensiv geführte Partie trug zur Cupfinalstimmung bei. Zur Halbzeit führten die Berner noch mit 2:0, Sion schoss aber in der zweiten Hälfte noch drei Tore und wurde Cupsieger. 1993 konnte sich YB für den UEFA-Cup qualifizieren; der Erstrundengegner kam aus Schottland und hiess Celtic Glasgow. Nur 7300 Zuschauer kamen ins Stadion, das Spiel endete 0:0. Im Celtic-Park in Glasgow vor 21'500 Zuschauern schieden die Berner mit Pech aus; Alain Baumann lenkte in der 105. Minute den Ball ins eigene Tor.
Ab Mitte der Neunzigerjahre gab es in der einstigen Fussballhochburg Bern zunehmend Probleme. Der BSC Young Boys bekundete sportlich wie auch finanziell grosse Mühe. Zum ersten Mal seit der Saison 1946/47 stieg YB 1997 in die Nationalliga B (heutige Challenge League) ab. Mit einem neuen Trainergespann aus Schweden, Roland Andersson und Thomas Sjöberg, platzierte man sich auf dem ersten Platz nach der Qualifikation. In der Auf-/Abstiegsrunde änderte sich dies jedoch schnell: Nach knapp der Hälfte aller Spiele mussten die beiden Trainer ihren Platz bereits wieder räumen. Neu mit Robert Schober und Admir Smajić auf der Trainerbank konnte YB nach dem letzten Spiel und dem 2:1-Sieg in Lugano doch noch jubeln und den Aufstieg feiern. Es folgte eine spielerisch ansprechende NLA-Saison, die mit einem Überraschungssieg über den amtierenden Meister Grasshoppers Zürich begann. Viele knappe Niederlagen, meistens mit einem Tor Differenz, zwangen die Young Boys jedoch erneut in die Auf-/Abstiegsrunde. Der wirtschaftliche und sportliche Notstand endete in der Entlassung von Trainer Claude Ryf und dem erneuten Abstieg in die Nationalliga B. In der Führungsetage des Clubs wechselten sich Präsidenten und Trainer sehr schnell ab. Auch im finanziellen Bereich stand es nicht gut um den BSC. Der Verein BSC Young Boys stand sehr nahe am Konkurs, nur wenige hielten es noch für möglich, YB zu retten. Eine Luzerner Investment-Firma aber bewahrte den Verein vor dem Ruin, indem sie 1999 die Schulden von 1,7 Millionen Franken (ungefähr 1,1 Millionen Euro) übernahm.
Beinahe das ganze Kader verliess die Hauptstadt, und YB bestritt mit einer Rumpfmannschaft die nächste Saison. Das Resultat war verheerend: drittletzter Platz nach der Qualifikation 1999 – Abstiegsrunde. Der Fall in die 1. Liga (dritthöchste Spielklasse) drohte. Trainer Roger Läubli startete die Saison, nach wenigen Spielen warf er das Handtuch. U17-Nachwuchsspieler Richard Wey übernahm das Team interimistisch für fünf Spiele. Im Herbst übernahm Marco Schällibaum das Traineramt, assistiert von Richard Wey, und holte für die Abstiegsrunde Verstärkungen, die sich positiv auswirkten. Schliesslich wurde der Klassenerhalt problemlos erreicht. Am 17. Dezember 1999 wurde die BSC Young Boys Betriebs AG mit einem Kapital von 500'000 Franken (ungefähr 320'000 Euro) gegründet. Die AG übernahm daraufhin die Geschäfte der 1. Mannschaft und erhöhte das Aktienkapital. Die restliche Mannschaft ist weiterhin dem Verein unterstellt.
Die darauf folgende Meisterschaft konnte mit einer schlagkräftigen Equipe in Angriff genommen werden. Mit Spielern wie Harutyun Vardanyan und Gürkan Sermeter hatten die Berner sich gezielt verstärkt. YB errang im Herbst Sieg um Sieg und begeisterte die treuen Fans mit attraktivem Offensivfussball. Das Erreichen des ersten Tabellenplatzes und die Teilnahme an der Auf-/Abstiegsrunde waren der Lohn der Anstrengungen.
Mit grossen Hoffnungen wurden die Aufstiegsspiele in Angriff genommen, und das Team enttäuschte nicht. Im Gegenteil; dank seiner Heimstärke konnte YB bereits drei Runden vor Schluss den Wiederaufstieg feiern. Nur gerade zwei Gegentore mussten in sieben Heimspielen hingenommen werden, insgesamt verlor YB kein einziges Heimspiel in der ganzen Saison.
In Bern brach eine neue Euphorie aus, die Mannschaft und das Umfeld wurden gefeiert. Die Zuschauerzahlen stiegen deutlich an. Zum Start in die Saison 2001/02 stand das letzte Spiel im alten Wankdorfstadion auf dem Programm, denn die Pläne zum Bau eines neuen, modernen Stadions waren längst fertig. Der FC Lugano war zu Gast, das Spiel endete vor 22'200 Zuschauern 1:1. Das letzte Tor für die Berner im alten Wankdorf erzielte Reto Burri.

### 2001 bis 2005: Im Neufeldstadion
| Saison                            | Platz | Liga | ⌀ Zuschauer |
| --------------------------------- | ----- | ---- | ----------- |
| 2002                              | 7/8*  | NLA  | 9'753       |
| 2003                              | 4/8*  | NLA  | 8'244       |
| 2004                              | 2/10  | SL   | 7'869       |
| 2005                              | 4/10  | SL   | 7'385       |
| * Finalrunde ** Auf/Abstiegsrunde |       |      |             |

In der Folge spielte YB im Stadion Neufeld im Nordwesten der Stadt, so lange, bis im Jahre 2005 das neue multifunktionale Stade de Suisse eröffnet wurde. Dank tollen Auftritten und schönem Offensivfussball kamen die Zuschauer auch in Scharen ins Ausweichstadion, um das neue YB zu sehen.
Im Herbst 2001 ging mit der 1:3-Heimniederlage gegen GC eine Serie von 25 Heimspielen ohne Niederlage zu Ende. Mit dem letzten Spiel am 9. Dezember 2001 und dem 1:0-Sieg gegen den FC St. Gallen qualifizierte sich der BSC Young Boys für die Finalrunde, zum ersten Mal seit sieben Jahren.
Der Start in die Finalrunde gelang vielversprechend. YB spielte vor allem im Neufeld auf hohem Niveau lange um einen Platz in einem internationalen Wettbewerb mit. Im Cup scheiterten die Young Boys im Halbfinal im Penaltyschiessen gegen den FC Basel. In der Folge konnte YB nicht mehr ganz an die zuvor gezeigten Leistungen anknüpfen und beendete die Saison auf dem siebten Schlussrang.
Die Qualifikationsrunde 2002 wurde auf dem siebten Platz abgeschlossen, die Finalrunde auf dem vierten Platz. Somit konnten die Young Boys erstmals seit zehn Jahren wieder an einem internationalen Wettbewerb (UEFA-Cup) teilnehmen. In dieser Saison wechselte ausserdem Stéphane Chapuisat zu den Bernern. Chapuisat gilt als einer der besten Schweizer Stürmer der Geschichte. Mit YB wurde er Schweizer Torschützenkönig und einige Jahre später sogar zum besten YB-Spieler aller Zeiten gewählt. Im Jahr 2003 wurde ausserdem die Liga komplett reformiert. So wurden die Namen und die Grösse der zwei höchsten Ligen geändert. Auf die Saison 2003/04 hin wurde Hans-Peter Zaugg als neuer Cheftrainer verpflichtet. Die Mannschaft erspielte sich in der ersten «Super League»-Saison den zweiten Tabellenplatz. Damit konnte sie im Sommer 2004 die Champions-League-Qualifikation bestreiten. Dort scheiterte YB an Roter Stern Belgrad. Diese Saison 2004/05 wurde auf dem vierten Rang abgeschlossen.

### 2005 bis 2016: Umzug ins Stade de Suisse
| Saison | Platz | Liga | ⌀ Zuschauer |
| ------ | ----- | ---- | ----------- |
| 2006   | 3/10  | SL   | 14'139      |
| 2007   | 4/10  | SL   | 15'517      |
| 2008   | 2/10  | SL   | 18'571      |
| 2009   | 2/10  | SL   | 17'984      |
| 2010   | 2/10  | SL   | 22'652      |
| 2011   | 3/10  | SL   | 21'499      |
| 2012   | 3/10  | SL   | 21'103      |
| 2013   | 7/10  | SL   | 17'238      |
| 2014   | 3/10  | SL   | 17'553      |
| 2015   | 2/10  | SL   | 16'931      |
| 2016   | 2/10  | SL   | 16'938      |

Im Sommer 2005 bezog YB nach mehreren Jahren Bauzeit das neu errichtete Wankdorfstadion, das Stade de Suisse.
Wenige Monate später wurde Gernot Rohr als Trainer engagiert. Rohr gelang es, mit der Mannschaft bis in den Cupfinal vorzustossen. Dort unterlag YB zu Hause im Penaltyschiessen dem FC Sion. Die erste Saison im Stade de Suisse schloss YB auf dem dritten Platz ab. Im Juli 2006 trat das Team in der UEFA-Cup-Qualifikation an. Die Berner trafen auf den französischen Vertreter Olympique Marseille. An dieser Aufgabe scheiterten sie knapp mit einem 3:3-Unentschieden zu Hause und einem 0:0 auswärts aufgrund der Auswärtstorregel.

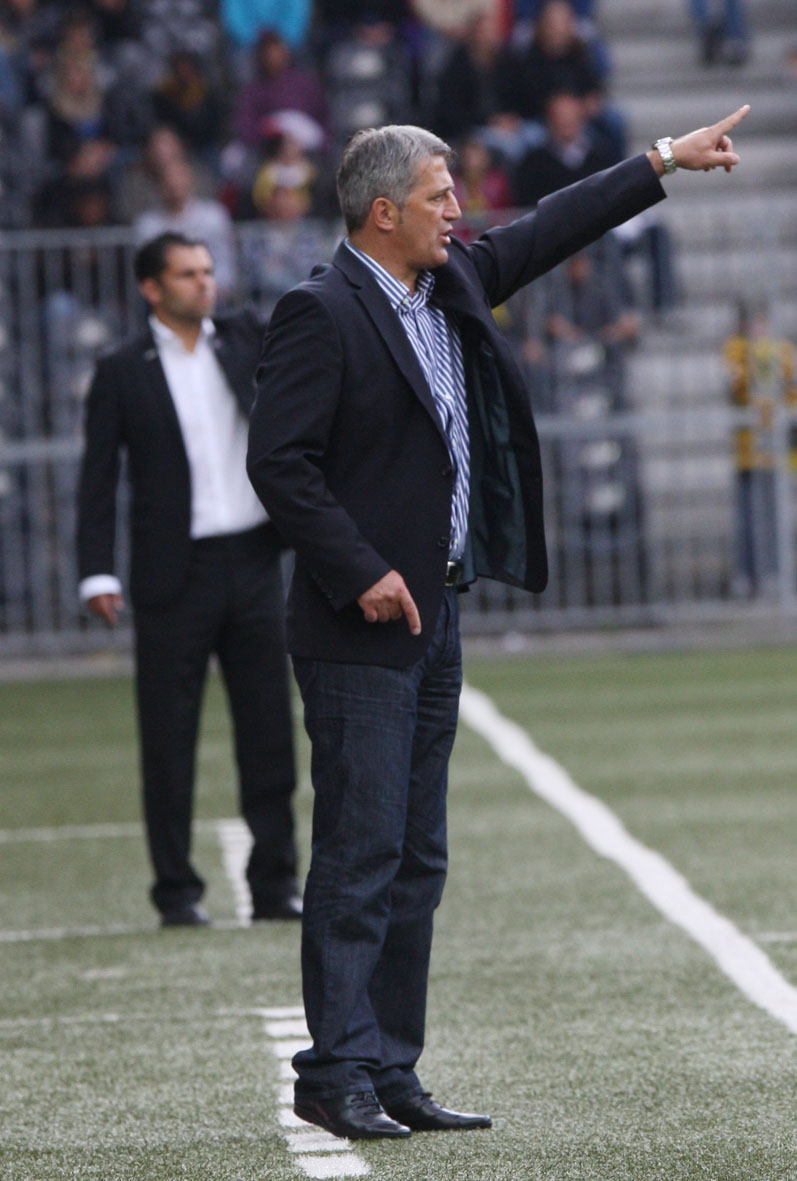
Der ehemalige YB-Trainer Vladimir Petković

Im Oktober 2006 wurde Trainer Gernot Rohr durch Martin Andermatt ersetzt. Bei dessen Einstand wurde der Kantonsrivale aus Thun mit 5:0 geschlagen. Auf die Rückrunde der Saison 2006/07 hin wechselte man zum Ausrüster Puma. Zuvor waren die Berner von der Firma GEMS eingekleidet worden. Auf die Saison 2012/13 wurde zum neuen Trikotsponsor JAKO gewechselt.
Im vierten Ligaspiel der Saison 2007/08 besiegten sie den FC Basel zu Hause mit 5:1 und schafften es damit, an die Tabellenspitze zu gelangen. Die Young Boys standen bis zum letzten Saisonspiel im Meisterrennen. Die «Finalissima» gegen den FC Basel ging 0:2 verloren, und YB beendete die Saison als Vizemeister. Ausserdem wurde in dieser Saison mit durchschnittlich 18'517 Zuschauern in der Meisterschaft der bis dato höchste Schnitt der Vereinsgeschichte gefeiert. Im Sommer wechselte der Torschützenkönig Hakan Yakin nach drei Jahren bei YB zu Al-Gharafa Sports Club in die Qatar Stars League und machte damit von seiner Ausstiegsklausel im noch laufenden Vertrag Gebrauch.
Nach einem mässigen Saisonstart mit einem Punkt aus drei Spielen wurde Ende Juli 2008 der Vertrag mit Martin Andermatt per sofort aufgelöst. Als Nachfolger wurde Vladimir Petković engagiert. Mit dem neuen Trainer setzten sich die Young Boys im UEFA-Cup gegen den VSC Debrecen durch, scheiterten aber in der ersten Runde am FC Brügge. YB qualifizierte sich dank einem Sieg am 16. April 2009 gegen den FC Basel im ausverkauften Stade de Suisse für den Cupfinal vom 20. Mai gegen den FC Sion, unterlag jedoch wie bereits drei Mal zuvor mit einem 2:3 gegen die Sittener. Die Meisterschaft schloss YB erneut ohne Titel als Vizemeister ab und stellte mit Seydou Doumbia wiederum den Torschützenkönig.
In der Saison 2009/10 scheiterte YB in der 3. Qualifikationsrunde der neuen UEFA Europa League, des Nachfolgewettbewerbs des UEFA-Cups, aufgrund der Auswärtstorregel an Athletic Bilbao. Am 30. Juli siegten die Berner auswärts in Bilbao mit 1:0 und unterlagen im Rückspiel zu Hause mit 1:2. In der Meisterschaft wurden die Berner Tabellenzweite und schieden im Schweizer Cup in den Viertelfinals gegen Lausanne-Sport aus.
Die Berner gewannen das UEFA-Champions-League-Qualifikationsspiel im Şükrü-Saracoğlu-Stadion gegen Fenerbahçe Istanbul mit 1:0 (das Hinspiel in Bern endete 2:2) sowie das Play-off-Hinspiel gegen Tottenham Hotspur mit 3:2. Das Rückspiel an der White Hart Lane, dem Heimstadion der «Spurs», verloren die Berner mit 0:4 und verpassten so die erstmalige Teilnahme an der Gruppenphase der Champions League. Dadurch spielte die Mannschaft erstmals in der Gruppenphase der UEFA Europa League. Dort qualifizierte sich YB gegen den FC Getafe und Odense BK zusammen mit dem VfB Stuttgart für die Sechzehntelfinals, schied dort aber trotz einem Heimsieg gegen Zenit Sankt Petersburg aus.
Am 8. Mai 2011 gab YB bekannt, dass Christian Gross das Amt des Cheftrainers von Petković, der sofort freigestellt wurde, übernimmt. Nachdem die Young Boys unter Gross eine schwache Saison gezeigt hatten, wurde dieser fünf Runden vor Saisonschluss wieder entlassen. Bis zum Ende der Saison leitete interimistisch Erminio Piserchia die Mannschaft.
Im Sommer 2012 übernahm Martin Rueda die Mannschaft und erreichte mit ihr die Europa-League-Gruppenphase. Die beiden anderen Saisonziele – das Überwintern im Cup und das Erreichen eines europäischen Wettbewerbs – wurden verpasst. Bernard Challandes amtete in den letzten zehn Spielen interimistisch als Trainer. Die Meisterschaft wurde auf dem 7. Platz abgeschlossen.
Uli Forte wurde im Sommer 2013 für drei Jahre als Trainer verpflichtet. In seiner ersten Saison als YB-Trainer belegte Forte mit der Mannschaft den dritten Rang und erreichte so das Saisonziel Europacup. Nach dem verlorenen Spiel gegen die AS Monaco und dem gleichbedeutenden Scheitern in der Champions-League-Qualifikation wurde Forte im August 2015 zunächst interim durch den Assistenzcoach Harald Gämperle und danach ab September durch den Österreicher Adi Hütter ersetzt.

### 2016 bis heute: Zurück an der Spitze
| Saison | Platz | Liga | ø Zuschauer |
| ------ | ----- | ---- | ----------- |
| 2017   | 2/10  | SL   | 17'431      |
| 2018   | 1/10  | SL   | 21'973      |
| 2019   | 1/10  | SL   | 25'751      |
| 2020   | 1/10  | SL   | 17'593*     |
| 2021   | 1/10  | SL   | 00.732**    |

* Saison 2019/20: 13 Runden aufgrund der COVID-19-Pandemie ohne Zuschauer

** Saison 2020/21:
1 Spiel vor 11.660 Zuschauern;
bei den anderen waren zwischen 5 und 1000 Zuschauern erlaubt
Im September 2016 forcierten der Verwaltungsratspräsident Hanspeter Kienberger und der Vizepräsident Richard Gostony einen Wechsel in der Vereinsführung. CEO Alain Kappeler und Sportchef Fredy Bickel mussten in der Folge den Verein verlassen. Wanja Greuel als CEO und Christoph Spycher als Sportchef übernahmen die Führung des Clubs. Unter der Führung der Sportabteilung und mit Trainer Adi Hütter gelangte YB bereits in der Saison 2017 wieder nahe an die Spitze. In der Saison 2017/18 übernahm YB die Tabellenführung sehr früh und gab sie nur kurzzeitig an den FC Zürich ab. Am 18. April 2018, nur 10 Tage vor dem Meistertitel, starb der YB-Besitzer Andy Rihs.
Durch einen 2:1-Erfolg am 28. April 2018 gegen den FC Luzern konnten die Young Boys vier Spieltage vor Saisonende ihren 12. Schweizer Meistertitel feiern. Das Siegtor erzielte der Joker Jean-Pierre Nsame kurz vor Schluss in der 89. Minute. Mit 15 Punkten Vorsprung zum Saisonende durchbrach der Club die Dominanz des FC Basel, der von 2010 bis 2017 acht Mal in Folge den nationalen Titel geholt hatte. Der letzte Gewinn der Meisterschaft lag 32 Jahre zurück. An der Meisterfeier traten unter anderem Züri West, Wurzel 5 (erstes Konzert seit 7 Jahren) und Open Season (zusammen mit Guillaume Hoarau als Sänger) auf. Zugleich stand YB am 27. Mai gegen den FC Zürich im Final des Schweizer Cups im heimischen Stade de Suisse, diesen verlor man aber mit 1:2 und konnte somit die Chance zum 2. Double in der Vereinsgeschichte nicht nutzen.
Am 16. Mai gab YB bekannt, dass der Trainer Adi Hütter per Saisonende zu Eintracht Frankfurt wechselt. Sein Nachfolger wurde Gerardo Seoane.
Auch in die Saison 2018/19 starteten die Young Boys hervorragend, so gewannen sie die ersten neun Spiele. Am 28. August 2018 qualifizierten sie sich gegen Dinamo Zagreb erstmals für die UEFA Champions League. Dort trafen sie in der Gruppenphase auf Juventus Turin, Manchester United sowie den FC Valencia. YB besiegte Juventus zwar zuhause, qualifizierte sich aber nicht für die nächste Runde.
In der Meisterschaft konnte sich YB bereits ab der ersten Runde an die Spitze setzen und gab diese Position bis Saisonende nicht wieder ab. Nach der 28. Runde stand der Verein bereits als Meister fest, nachdem der FC Basel gegen die Grasshoppers Zürich 0:0 gespielt hatte. Dies war der bisher am frühesten feststehende Meistertitel in der Super League. Am Ende konnten die Young Boys sogar den Punkte-, Abstands- und Torrekord brechen. Zudem hatte YB in dieser Saison erstmals in der Super League den höchsten Zuschauerschnitt der Liga.
In der Saison 2019/20 startete YB mit Schwierigkeiten, als Saisonauftakt gegen den Aufsteiger Servette FC gab es nur ein Unentschieden und gegen den FC Luzern ebenfalls. So verlor YB in der 6. Runde erstmals seit 755 Tagen die Tabellenführung. YB stieg direkt als Meister in der letzten Play-off-Runde der Champions League ein und schied gegen Roter Stern Belgrad nach einem 2:2 zuhause und einem 1:1 in Belgrad aufgrund der Auswärtstorregel aus. Die dritte Meisterschaft in Folge konnte YB am 31. Juli, bedingt durch die Corona-Pandemie sehr spät, mit einem 1:0-Auswärtssieg gegen den FC Sion für sich entscheiden. Den Geistermeistertitel (keine Zuschauer in den Stadien) sicherte sich YB erst im Endspurt, nachdem der FC St. Gallen sehr lange Leader der Super League gewesen war. Am 30. August 2020 gewann YB zudem den Schweizer Cupfinal gegen den FC Basel im leeren Wankdorfstadion und errang damit zum 2. Mal in der Vereinsgeschichte nach 1958 das Double (Schweizer Meister und Cupsieger in derselben Saison). Kurz vor der Pause ging Basel in Führung, und als Captain Lustenberger kurz nach dem Seitenwechsel verletzt ausschied, sah es für YB nicht sehr erfolgversprechend aus. Aber noch während Lustenberger auf der Spielerbank Platz nahm, spielte sich Michel Aebischer am rechten Flügel durch und servierte Jean-Pierre Nsame einen einschussbereiten Rückpass; Nsame musste nur noch den Ball ins Tor schieben. In der 89. Minute schoss der Einwechselspieler Marvin Spielmann YB mit einem Flatterschuss aus 20 Metern ins Glück.
In der Saison 2020/21 folgte der vierte Titel in Folge; bereits nach dem 29. Spieltag, sieben Runden vor Schluss, standen die Young Boys erneut als Schweizer Meister fest. Damit egalisierte YB den eigenen Rekord aus der Spielzeit 2018/19. Ebenfalls egalisiert wurde der Rekord der wenigsten Niederlagen in einer Saison (zwei, beide gegen Servette). Neue Rekorde erzielte YB mit den wenigsten Gegentoren in einer Super-League-Saison (29) sowie mit dem grössten Punktevorsprung auf den Zweitklassierten mit 31 Punkten.
Neuer Trainer in der Saison 2021/22 wurde David Wagner, da Gerardo Seoane zu Bayer 04 Leverkusen wechselte. Zum zweiten Mal in der Vereinsgeschichte erreichte YB die Gruppenphase der Champions League, nachdem in der 2. Qualifikationsrunde der slowakische Meister Slovan Bratislava (0:0 und 3:2), in der 3. Qualifikationsrunde der rumänische Meister CFR Cluj (1:1 und 3:1) und in den Play-offs der ungarische Meister Ferencváros Budapest ausgeschaltet worden waren. In der Gruppenphase der Champions League wurden YB Atalanta Bergamo, FC Villarreal und Manchester United zugelost. Im ersten Gruppenspiel schlugen die Berner den englischen Rekordmeister mit 2:1 Toren und errangen damit ihren wichtigsten internationalen Erfolg seit dem Sieg gegen Stade Reims im Hinspiel des Europacup-Halbfinals von 1959. Das zweite Spiel verlor YB auswärts mit 0:1 gegen Atalanta Bergamo, das dritte und vierte gegen Villarreal zuhause mit 1:4 und auswärts mit 0:2. Die zwei folgenden Unentschieden zuhause gegen Atalanta Bergamo (3:3) und auswärts gegen Manchester United (1:1) konnten nichts mehr daran ändern, dass YB die Gruppenphase auf dem letzten Platz der Gruppe abschloss und damit ausschied. Auch in der Meisterschaft konnte YB nicht an die vergangenen vier Meisterjahre anknüpfen und landete auf dem 3. Platz. Im März 2022 wurde Wagner freigestellt, weil «die Mannschaft neue Impulse braucht». Interimistisch übernahm Assistenztrainer Matteo Vanetta die Leitung der Mannschaft.
Im Sommer 2022 wurde der Walliser Raphael Wicky zum neuen Trainer ernannt. Der dritte Rang in der Saison 2021/22 berechtigte zur Teilnahme an der 2. Qualifikationsrunde der UEFA Europa Conference League. Nach klaren Siegen im Sommer 2022 gegen den lettischen FK Liepāja (1:0/3:0) und gegen den finnischen Kuopion PS (2:0/3:0) erreichte YB gegen den belgischen RSC Anderlecht nur ein Unentschieden (0:1/1:0), verlor im Penaltyschiessen und verpasste damit die Gruppenphase.

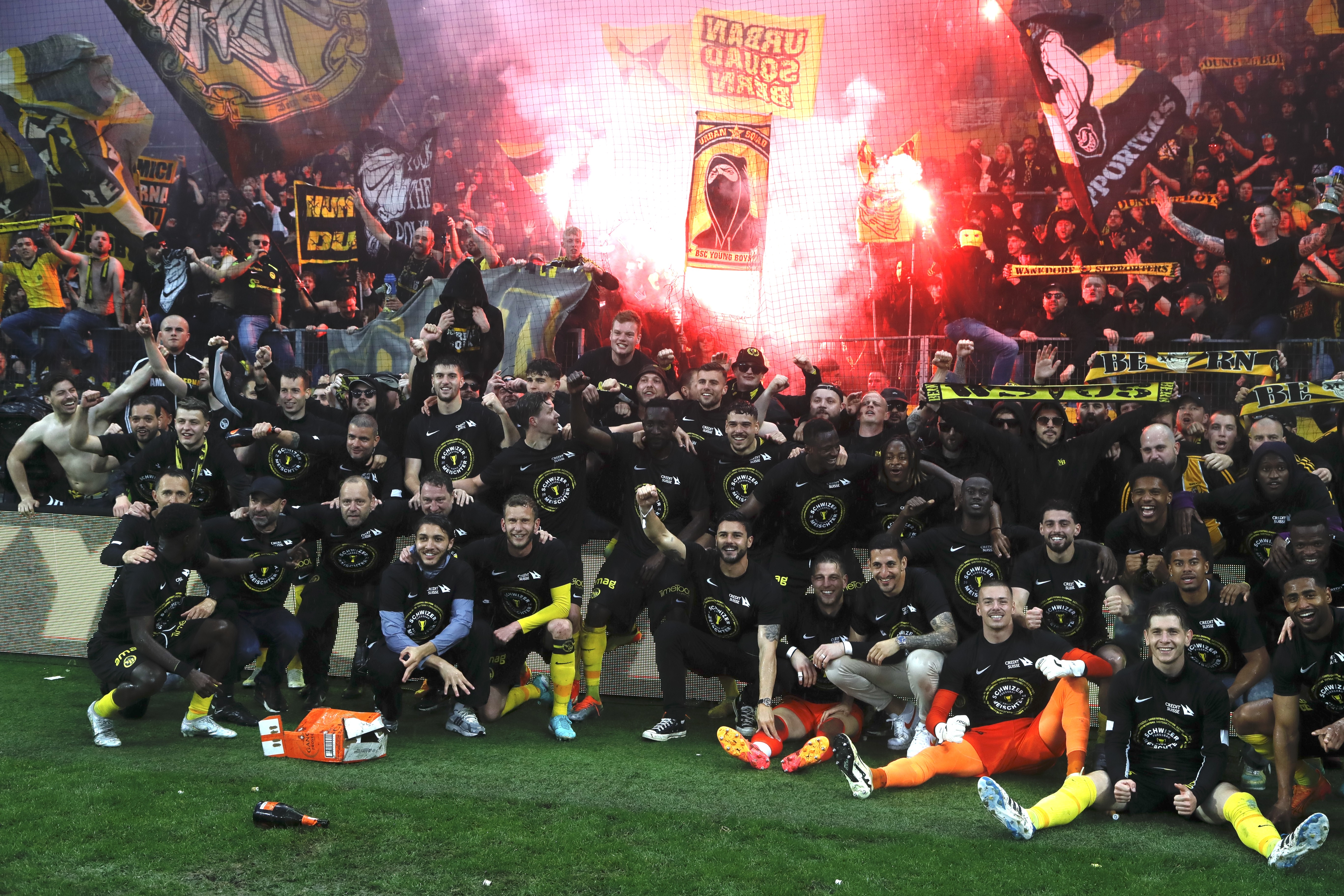
Die Meistermannschaft der Saison 2023/24

In der Meisterschaft der Saison 2022/23 standen die Young Boys schon nach dem 31. Spieltag, fünf Runden vor Schluss, zum 16. Mal als Schweizer Meister fest. Am 4. März 2024 gab YB bekannt, sich vorzeitig von seinem Cheftrainer Raphael Wicky zu trennen und ihn per sofort freizustellen.

## Stadien

### Neues Wankdorfstadion

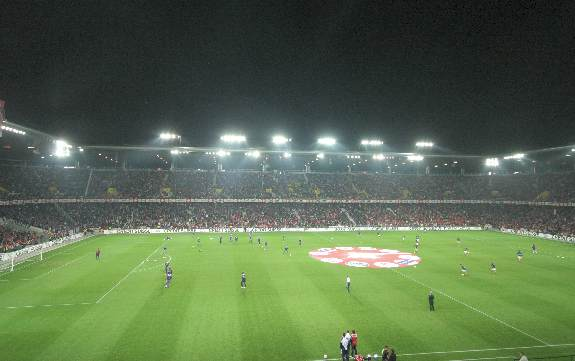
Neues Wankdorfstadion

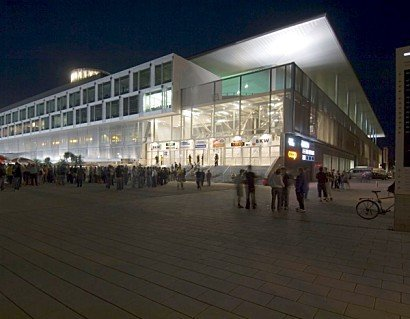
Stade de Suisse bei Nacht von aussen

Seit 2005 spielen die Stadtberner im Stade de Suisse Wankdorf Bern (seit 2020 Stadion Wankdorf genannt). Der Name ging darauf zurück, dass das Stadion als Nationalstadion fungieren sollte. Zunächst bot es Platz für 31'120 Zuschauer. Durch den Umbau im Gästesektor und weitere Anpassungen im Jahr 2023 konnte das Fassungsvermögen auf 31'500 Plätze erhöht werden; es ist somit das zweitgrösste Fussballstadion der Schweiz (nach dem St. Jakob-Park). Der Bau kostete rund 350 Millionen Franken (etwa 220 Mio. Euro). Im Stadion gibt es in der Fankurve (Sektor D Parkett) seit Oktober 2009 Stehplätze. Die Stühle wurden auf Wunsch der Fans entfernt. Für internationale Spiele werden im Wankdorf allerdings temporär wieder Stühle eingebaut. Die UEFA hat das Stadion in die Kategorie 4 klassifiziert.
Im Frühling 2006 wurde der Rasen durch ein Kunstrasenspielfeld ersetzt, dank dem das Stade de Suisse auch als Konzertarena genutzt werden kann. Der neue Rasen wurde noch im selben Jahr mit einem Konzert von Bon Jovi und später von Robbie Williams eingeweiht. Der Kunstrasen führte jedoch dazu, dass dort nur selten Länderspiele stattfanden. Für die Europameisterschaft 2008 musste aufgrund von Richtlinien der UEFA für die drei dort stattfindenden Gruppenspiele ein Naturrasen verlegt werden.
Um wieder Spiele der Nationalmannschaft sowie den Cupfinal beherbergen zu können, wurde im Dezember 2011 über den Kunstrasen ein Naturrasen verlegt. Dieser kann bei Bedarf entfernt, gelagert und wieder eingebaut werden.
Als der Rasen 2014 hätte ersetzt werden müssen, entschieden der BSC Young Boys und der Stadionbetreiber, auf die Saison 2014/15 wieder zu einem Kunstrasen zurückzukehren. Hauptgrund für die Nutzung einer künstlichen Unterlage ist das Fehlen eines eigenen Trainingszentrums. Nur dank dem Kunstrasen kann die 1. Mannschaft von YB täglich am gleichen Ort trainieren. Im Hinblick auf die Europameisterschaft der Frauen 2025 in der Schweiz muss jedoch wieder ein Naturrasen verlegt werden. Für einen definitiven Wechsel auf Naturrasen benötige der BSC Young Boys von der Stadt Bern Garantien für eine vollwertige Ersatzlösung für den Trainingsbetrieb in der Nähe des Stadions.
Das Stadion ist ausserdem das weltgrösste stadionintegrierte Solarkraftwerk. Auf dem Dach befinden sich genügend Solarzellen, um jährlich rund 1,2 Millionen kWh zu erzeugen. Mit dem Strom werden das Stadion, einige Häuser um das Wankdorf herum und das jährliche Gurtenfestival versorgt. Direkt unter dem Spielfeld befinden sich eines der grössten Einkaufszentren der Schweiz und eine Parkplatzanlage mit über 700 Plätzen. Zum Stadion gehören zudem drei Fachschulen, Wohnungen, ein Fitnesscenter, mehrere Turnhallen, fünf Restaurants und eine Discothek.
Das Stadion ist mit dem öffentlichen Verkehr gut erschlossen. Die Tram- und Busstation Wankdorf Center befindet sich vor dem Eingang des Stadions und des Einkaufszentrums an der südlichen Ecke. Die Busstation Wyler liegt 100 m nördlich des Stadions und der Bahnhof Bern-Wankdorf 300 m nördlich. Die Linien S1, S2, S3/31, S4 und S44 der Berner S-Bahn bedienen diesen Bahnhof.

### Altes Wankdorfstadion
Vor dem Neubau hiess das Stadion Wankdorf (der Neubau enthält diesen Namen ebenfalls, zunächst als Stade de Suisse Wankdorf Bern, seit 2020 als Stadion Wankdorf). Es wurde nach dem Berner Quartier benannt, in dem es sich befindet. Gebaut wurde es 1920, da der alte Spitalacker-Platz zu klein war. Damals passten in das Wankdorf gerade einmal etwa 11'000 Personen. Im Laufe der Jahre wurde das Stadion immer wieder ausgebaut, so bot es zu Spitzenzeiten mehr als 60'000 Plätze. Das alte Wankdorf war über die Landesgrenzen hinaus bekannt, vor allem durch das sogenannte Wunder von Bern. Damals wurde im Wankdorf der Final der Fussball-Weltmeisterschaft 1954 ausgetragen, den Deutschland gegen Ungarn für sich entscheiden konnte. Dieser Sieg gilt gelegentlich als «Geburtsstunde der Bundesrepublik Deutschland». Das Stadion blieb fast 50 Jahre bestehen, einzig die Kapazität wurde wieder verringert. Im Jahr 2001 wurde das alte Wankdorf gesprengt und als Stade de Suisse Wankdorf neu aufgebaut. Mit der Sprengung ging so ein Stück Fussballgeschichte zu Ende.
Seit 1925 spielten die Young Boys im historischen Wankdorf-Stadion. Sicherheitsbedenken führten dazu, dass im neuen Jahrtausend ein modernes Vollsortiment-Stadion benötigt wurde. Da verschiedene verteuernde Faktoren wie Bauvorschriften oder das Arbeitsrecht eine nachhaltige Finanzierung eines modernen Fussballstadions in der Schweiz unmöglich machen, wurde das rekonstruierte Wankdorf-Stadion auf einem neuen Einkaufszentrum, dem Wankdorf Center, zusammen mit Schulen, Wohnungen, einem Fitnesscenter, mehreren Sporthallen, einigen Restaurants und einem Parkhaus mit über 700 Plätzen gebaut. Auf diese Art und Weise wird das neue Stadion querfinanziert. Aus demselben Grund wurden fast alle anderen modernen Schweizer Fussballstadien ebenfalls zusammen mit einem Einkaufszentrum und anderen Querfinanzierungseinrichtungen gebaut. Die Gesamtbaukosten des Projekts betrugen 350 Millionen Franken, womit es damals das teuerste Gebäude der Schweiz war.

### Stadion Neufeld

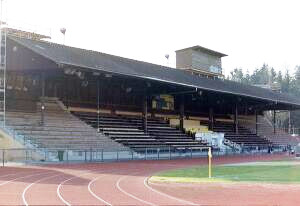
Südtribüne des Stadions Neufeld

Das Stadion Neufeld mit 11'500 Sitz- und Stehplätzen war in den Saisons 2001/02 bis 2004/05 das Heimstadion der Young Boys. Das Stadion befindet sich im Nordwesten Berns im gleichnamigen Quartier Neufeld. Das Neufeld ist der eigentliche Spielort des FC Bern und der YB-U21. Die Sitzplätze sind alle überdacht, die Stehplätze allerdings befinden sich komplett im Freien. Das Stadion Neufeld ist kein reines Fussballstadion, sondern wird auch für Leichtathletik genutzt. Negativ ist die Infrastruktur, so liegen die Fan- und Gästesektoren nebeneinander, und es ist schwer, mit einem Auto direkt zum Stadion zu kommen. Oftmals wurde aus diesem Grund die stark befahrene Strasse komplett gesperrt.

## Fans und Anhänger

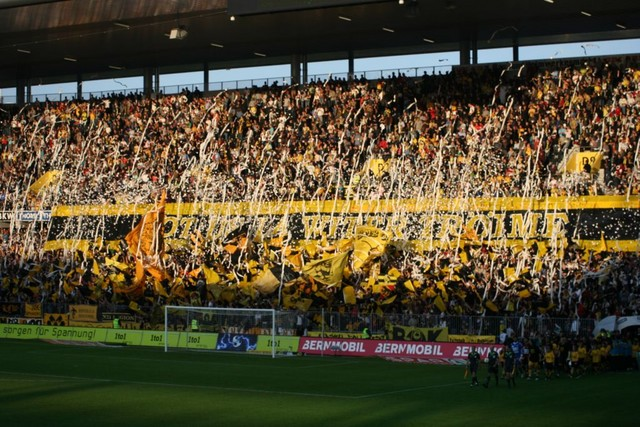
Choreografie der YB-Fans im Stadion Wankdorf

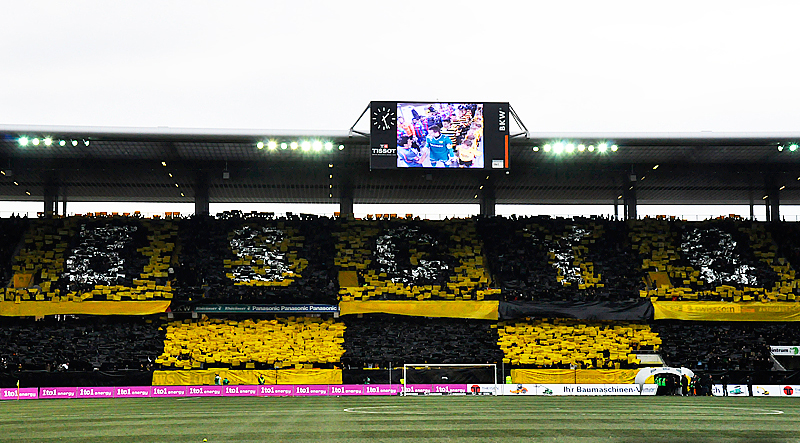
Eine grosse Choreo der YB-Anhänger beim Spiel gegen den FC Basel im vollen Stadion Wankdorf

Die Young Boys besitzen eine aktive und treue Anhängerschaft. So ist YB, sowohl am Zuschauerschnitt mit über 20'000 Besuchern pro Spiel als auch an der Anzahl der Vereinsmitglieder gemessen, der grösste Verein in der Schweiz. Die Zuschauerzahlen stiegen im neuen Jahrhundert von 7300 auf vorübergehend über 24'000 Zuschauer, nicht zuletzt dank dem neu erbauten Wankdorf und den guten Platzierungen in der Tabelle. Ausserdem konnte YB in der Saison 2008/09 zum ersten Mal seit langer Zeit im vollbesetzten Wankdorf auftreten. Im Jahr 2007 stellte YB wie die Konkurrenten FC Basel und FC Zürich zwei professionelle Fanarbeiter ein. Für das Jahr 2011 wurden über 15'800 Jahreskarten verkauft, davon ungefähr 1500 für den VIP-Bereich. Dabei sind alle Personen, die eine Saisonkarte besitzen, automatisch auch Vereinsmitglied. Insgesamt hatte der Verein per 30. Juni 2023 20'000 Mitglieder.
Neben den üblichen Schweizer Fangesängen gibt es eine Reihe von eigenen Liedern. Zu diesen zählen unter anderem die «YB-Viärtustung» (YB-Viertelstunde), «A dr Wankdorf-Küste» («An der Wankdorf-Küste)», «Mir sy d’Fans vom BSC» («Wir sind die Fans des BSC»; bei jedem Gast unterschiedliche Varianten) und «Immer wieder Young Boys». Das Lied «Häbet nech am Bänkli» («Haltet euch am Bänklein [fest]») wurde von einer Band eingespielt und hat mittlerweile Kultstatus erreicht.
Seit 1991 hat YB insgesamt dreimal den Cupfinal gegen den FC Sion verloren, weshalb es gewisse Spannungen zwischen den beiden Fan-Szenen gibt. Der Kantonsrivale FC Thun wird teilweise ebenfalls als Erzfeind betrachtet, vor allem vonseiten der Berner Oberländer. Diese Kantonsderbys verlaufen normalerweise harmlos. Häufiger kommt es jedoch bei den Gegnern FC Basel, FC Zürich und FC Sion zu Ausschreitungen. Die Berner Fans gelten ansonsten grösstenteils als friedlich. Am 11. März 2007 beteiligten sich Hunderte Fans der Young Boys zusammen mit Anhängern des FC Luzern an einem Fanmarsch gegen Chaoten und Vandalen, aber für eine lebendige Fankultur.
Die meisten der Fanclubs von YB sind unter den Dachverbänden «gäubschwarzsüchtig» (gelbschwarzsüchtig) oder «Ostkurve Bern» zusammengeschlossen, wobei die Fangruppierungen der «Ostkurve» (z. B. die «Maniacs (YBM)», «Amici Berna (AB07)», «Bernerkanone 2004 (BK04)», die «Schurken (SNBE)», die «Wankdorf Supporters (WS05)» oder «Urban Squad (US)») der Ultra-Bewegung zugeordnet werden können. Daneben gibt es einige Fanclubs, die zu keinem Dachverband gehören.
Mit den Wankdorf Junxx, deren Namensgeber das Stadion ist, hat der BSC Young Boys seit Februar 2007 den ersten schwul-lesbischen Fussball-Fanclub der Schweiz. Dieser ist vom Verein offiziell anerkannt und wurde 2007 mit dem CSD-Stonewall-Award ausgezeichnet.
Der Fanfreundschaftsverein ist der deutsche Zweitligist SV Darmstadt 98. Nicht nur das Gründungsjahr verbindet die beiden Vereine, Fans machen regelmässig Fahrten zum jeweiligen anderen Verein. Dies gilt aber nicht für alle Fanclubs aus der aktiven Fanszene. Zusätzlich bestehen Fanfreundschaften zu den Anhängern des Wuppertaler SV und des LASK.

## Jugendabteilung
Die Young Boys haben eine grosse Juniorenabteilung und investierten intensiv in diese. So haben sich die Ausgaben seit 2000 mehr als verdoppelt und lagen in der Saison 2006/07 bei über zwei Millionen Franken. Da die Berner in den Jahren 1997 und 1998 dem Konkurs nahe waren, waren die Ausgaben für die Jungmannschaft vorher eher klein. Aus diesem Grund wechselten viele Berner Fussballtalente bereits in jungen Jahren zu anderen Teams. Inzwischen entwickelt sich der Nachwuchs sehr gut. Nur eine Sektion konnte sich in der Saison 2007/08 nicht unter den ersten vier etablieren. Die Mannschaft der U18 wurde sogar Schweizer Meister.
Die Berner besitzen eine U12-, U13-, U14-, U15-, U16-, U17-, U18- und eine U21-Mannschaft (YB2). Ausserdem besitzt der BSC eine Kinderfussballabteilung für Kinder im Alter von acht und neun Jahren. Das «Selection-Team» ist für Kinder im zehnten Lebensjahr gedacht. Die inzwischen besser ausgebaute Nachwuchsabteilung bringt auch regelmässig Nachwuchsspieler in die erste Mannschaft der Berner, so unter anderem François Affolter, Christian Schneuwly, Michael Frey oder Roman Bürki.
Die U21 der Young Boys spielt in der Promotion League. Trainiert wird sie von Joël Magnin. Ihr Spielort ist das Stadion Neufeld im Nordwesten von Bern, teilweise auch das Stadion Wankdorf.
Seit dem Schuljahr 2003/04 führen der BSC Young Boys und der Schwimmklub Bern (SKBE) in Zusammenarbeit mit dem Schulkreis Länggasse-Felsenau, der Direktion für Bildung, Soziales und Sport (BSS) der Stadt Bern und dem regionalen Schulinspektorat Bern-Mittelland drei Sportklassen im 7. bis 9. Schuljahr. Es sind die ersten Sportklassen auf der Sekundarstufe 1 in der Schweiz, die Schule und Sport gezielt miteinander verbinden.
Seit Sommer 2009 beteiligt sich ebenfalls der SCB Future daran, und es werden für jede Sportart Kontingente eingeführt. Die drei Sportklassen auf der Sekundarstufe 1 bieten die willkommene Gelegenheit, Schule und Spitzensport optimal miteinander zu verbinden und so junge Sporttalente aus Fussball, Eishockey und Schwimmen gezielt und optimal zu fördern.

## Vereinslogos

Erstes Vereinslogo (1925–1957) nach der Umbenennung in BSC Young Boys[45]
Vereinslogo von 1957 bis 1971[45]
Vereinslogo von 1971 bis 2002[45]
Vereinslogo von 2002 bis 2005[45]

## YB-Viertelstunde
Der BSC Young Boys feiert bei jedem Heim- und Auswärtsspiel die «YB-Viertelstunde», ähnlich der jüngeren Rapid-Viertelstunde. Erstmals erwähnt wurde die YB-Viertelstunde bereits am 28. April 1910. Sie hat sich daraus ergeben, dass die Berner früher statistisch in den letzten 15 Minuten, also von der 76. Spielminute bis zum Spielschluss, mit Abstand am meisten Treffer erzielten. Dies lag vor allem daran, dass die Spieler von YB ihre Kräfte besser einteilten als der Gegner und die Spiele noch drehen konnten. Heute ist diese Viertelstunde jedoch nur noch symbolisch, wird aber dennoch bei jedem Spiel von den Fans durch ein eigenes Lied eingeläutet und gefeiert.

## Vereinsstruktur und AG
YB-Besitzer war bis 2004 die U.F.M. Beteiligungs AG mit Sitz in Luzern. Diese wurde erst in Sport und Event Holding AG und 2021 in BSC Young Boys AG umbenannt. Dahinter standen die Brüder Andy und Hans-Ueli Rihs. bis 2010 Fritz Bösch und bis 2012 Benno Oertig. Andy Rihs und Hans-Ueli Rihs kauften Klub und Stadion als Finanzinvestment für 37 Millionen Schweizer Franken ganz, nachdem sie zuvor nach Unstimmigkeiten unter den Eigentümern ihr Paket zum Kauf angeboten hatten. Ein Verkauf an die BKW und Mobiliar Versicherungen scheiterte unter anderem daran, dass die Unternehmen nur am Stadion interessiert waren. Ab 2008 hat die Familie Rihs in einem Jahrzehnt rund CHF 60 Millionen in YB gesteckt.
2021 wurden die 1999 bzw. 2002 gegründeten Tochtergesellschaften BSC Young Boys Betriebs AG und Stade de Suisse Nationalstadion AG in die BSC Young Boys AG integriert. Davor war die BSC Young Boys Betriebs AG für die Erste Mannschaft und die Stade de Suisse Nationalstadion AG für das Stadion und die Vermarktung zuständig gewesen. 2022 übernahm Hans-Ueli Rihs die Aktienanteile der Familie seines 2018 verstorbenen Bruders und wurde so alleiniger Besitzer von YB und Stadion, Er schenkte dem Klub dabei 20 Millionen Franken, indem er die entsprechenden Darlehen in Aktienkapital umwandelte. Neben Hans-Ueli vertritt auch dessen Sohn Stefan die Familie Rihs im siebenköpfigen Young Boys-Verwaltungsrat.

## Sponsoren
Hauptsponsor der Young Boys ist Plus500. Weiterer Sponsor ist die Krankenversicherung Visana. Ausrüster ist Nike, welche die Firma Jako ablöste. Als Autosponsor des BSC fungierte seit Winter 2013 Honda. Auf die Saison 2021/22 hin übernahm die AMAG das Auto-Sponsoring.

## Erfolge

### Meisterschaftserfolge
- Schweizer Meister (17): 1902/03, 1908/09, 1909/10, 1910/11, 1919/20, 1928/29, 1956/57, 1957/58, 1958/59, 1959/60, 1985/86, 2017/18, 2018/19, 2019/20, 2020/21, 2022/23, 2023/24

### Cuperfolge
- Schweizer-Cup-Sieger (8): 1929/30, 1944/45, 1952/53, 1957/58, 1976/77, 1986/87, 2019/20, 2022/23
  - Schweizer-Cup-Finalist (8): 1928/29, 1955/56, 1978/79, 1979/80, 1990/91, 2005/06, 2009, 2018
- Schweizer Ligacup (1): 1976
- Schweizer Supercup (1): 1986
- Uhrencupsieger (8): 1964, 1973, 1975, 1987, 2000, 2004, 2007, 2019
- Anglocup-Sieger (3): 1910, 1911, 1912
- Alpencup-Sieger (1): 1974[54]

### Internationale Erfolge
- Teilnahme am UI-Cup (1): 2005
  - Sieg im Intertoto-Cup (5): 1976, 1983, 1988, 1993, 1994
- Teilnahme am Meistercup (5): 1957, 1958, 1959, 1960, 1986
  - Halbfinalteilnahme am Meistercup (1): 1959
- Teilnahme an der Gruppenphase der UEFA Champions League (3): 2018, 2021, 2023
- Teilnahme am Cup der Cupsieger (3): 1977, 1979, 1987
  - Viertelfinalteilnahme am Cup der Cupsieger (1): 1987/88
- Teilnahme am UEFA-Cup (3): 1975, 1993, 2008
- Teilnahme an der Gruppenphase der UEFA Europa League (6): 2010, 2012, 2014, 2016, 2019, 2020
  - Achtelfinalteilnahme UEFA Europa League (1): 2021

## Europacupbilanz
| Saison  | Wettbewerb                    | Runde                  | Gegner                   | Gesamt          | Hin              | Rück          |
| ------- | ----------------------------- | ---------------------- | ------------------------ | --------------- | ---------------- | ------------- |
| 1957/58 | Meistercup                    | 1. Runde               | Vasas Budapest           | 2:3             | 1:1 (H)          | 1:2 (A)       |
| 1958/59 | Meistercup                    | Vorrunde               | Manchester United        | 1               |                  |               |
| 1958/59 | Meistercup                    | 1. Runde               | MTK Budapest             | 6:2             | 2:1 (A)          | 4:1 (H)       |
| 1958/59 | Meistercup                    | Viertelfinal           | Wismut Karl-Marx-Stadt   | 4:3             | 2:2 (H)          | 0:0 (A)       |
| 1958/59 | Meistercup                    | Viertelfinal           | Wismut Karl-Marx-Stadt   | 4:3             | 2:1 in Amsterdam |               |
| 1958/59 | Meistercup                    | Halbfinal              | Stade Reims              | 1:3             | 1:0 (H)          | 0:3 (A)       |
| 1959/60 | Meistercup                    | 1. Runde               | Eintracht Frankfurt      | 2:5             | 1:4 (H)          | 1:1 (A)       |
| 1960/61 | Meistercup                    | Vorrunde               | Limerick FC              | 9:2             | 5:0 (A)          | 4:2 (H)       |
| 1960/61 | Meistercup                    | 1. Runde               | Hamburger SV             | 3:8             | 0:5 (H)          | 3:3 (A)       |
| 1975/76 | UEFA-Cup                      | 1. Runde               | Hamburger SV             | 2:4             | 0:0 (H)          | 2:4 (A)       |
| 1977/78 | Cup der Cupsieger             | Vorrunde               | Glasgow Rangers          | 2:3             | 0:1 (A)          | 2:2 (H)       |
| 1979/80 | Cup der Cupsieger             | 1. Runde               | Steaua Bukarest          | 2:8             | 2:2 (H)          | 0:6 (A)       |
| 1986/87 | Meistercup                    | 1. Runde               | Real Madrid              | 1:5             | 1:0 (H)          | 0:5 (A)       |
| 1987/88 | Cup der Cupsieger             | 1. Runde               | DAC Dunajská Streda      | 4:3             | 1:2 (A)          | 3:1 (H)       |
| 1987/88 | Cup der Cupsieger             | 2. Runde               | ADO Den Haag             | (a)2:2(a)       | 1:2 (A)          | 1:0 (H)       |
| 1987/88 | Cup der Cupsieger             | Viertelfinal           | Ajax Amsterdam           | 0:2             | 0:1 (H)          | 0:1 (A)       |
| 1993/94 | UEFA-Cup                      | 1. Runde               | Celtic Glasgow           | 0:1             | 0:0 (H)          | 0:1 (A)       |
| 2003/04 | UEFA-Cup                      | Qualifikation          | Myllykosken Pallo -47    | 4:5             | 2:3 (A)          | 2:2 (H)       |
| 2004/05 | UEFA Champions League         | 2. Qualifikationsrunde | Roter Stern Belgrad      | 2:5             | 2:2 (H)          | 0:3 (A)       |
| 2005    | UEFA Intertoto Cup            | 1. Runde               | SC Lokeren               | 5:3             | 4:1 (A)          | 1:2 (H)       |
| 2005    | UEFA Intertoto Cup            | 2. Runde               | Olympique Marseille      | 3:5             | 2:3 (H)          | 1:2 (A)       |
| 2006/07 | UEFA-Cup                      | 1. Qualifikationsrunde | MIKA Aschtarak           | 4:1             | 3:1 (A)          | 1:0 (H)       |
| 2006/07 | UEFA-Cup                      | 2. Qualifikationsrunde | Olympique Marseille      | (a)3:3(a)       | 3:3 (H)          | 0:0 (A)       |
| 2007/08 | UEFA-Cup                      | 1. Qualifikationsrunde | FC Banants Jerewan       | 5:1             | 1:1 (A)          | 4:0 (H)       |
| 2007/08 | UEFA-Cup                      | 2. Qualifikationsrunde | RC Lens                  | 2:6             | 1:1 (H)          | 1:5 (A)       |
| 2008/09 | UEFA-Cup                      | 2. Qualifikationsrunde | Debreceni VSC            | 7:3             | 4:1 (H)          | 3:2 (A)       |
| 2008/09 | UEFA-Cup                      | 1. Runde               | FC Brügge                | 2:4             | 2:2 (H)          | 0:2 (A)       |
| 2009/10 | UEFA Europa League            | 3. Qualifikationsrunde | Athletic Bilbao          | (a)2:2(a)       | 1:0 (A)          | 1:2 (H)       |
| 2010/11 | UEFA Champions League         | 3. Qualifikationsrunde | Fenerbahçe Istanbul      | 3:2             | 2:2 (H)          | 1:0 (A)       |
| 2010/11 | UEFA Champions League         | Play-offs              | Tottenham Hotspur        | 3:6             | 3:2 (H)          | 0:4 (A)       |
| 2010/11 | UEFA Europa League            | Gruppenphase           | VfB Stuttgart            | 4:5             | 0:3 (A)          | 4:2 (H)       |
| 2010/11 | UEFA Europa League            | Gruppenphase           | FC Getafe                | 2:1             | 2:0 (H)          | 0:1 (A)       |
| 2010/11 | UEFA Europa League            | Gruppenphase           | Odense BK                | 4:4             | 4:2 (H)          | 0:2 (A)       |
| 2010/11 | UEFA Europa League            | Sechzehntelfinal       | Zenit St. Petersburg     | 3:4             | 2:1 (H)          | 1:3 (A)       |
| 2011/12 | UEFA Europa League            | 3. Qualifikationsrunde | KVC Westerlo             | 5:1             | 3:1 (H)          | 2:0 (A)       |
| 2011/12 | UEFA Europa League            | Play-offs              | Sporting Braga           | (a)2:2(a)       | 0:0 (A)          | 2:2 (H)       |
| 2012/13 | UEFA Europa League            | 2. Qualifikationsrunde | Zimbru Chișinău          | 1:1 (4:1 i. E.) | 1:0 (H)          | 0:1 n. V. (A) |
| 2012/13 | UEFA Europa League            | 3. Qualifikationsrunde | Kalmar FF                | 3:1             | 0:1 (A)          | 3:0 (H)       |
| 2012/13 | UEFA Europa League            | Play-offs              | FC Midtjylland           | 3:2             | 3:0 (A)          | 0:2 (H)       |
| 2012/13 | UEFA Europa League            | Gruppenphase           | FC Liverpool             | 5:7             | 3:5 (H)          | 2:2 (A)       |
| 2012/13 | UEFA Europa League            | Gruppenphase           | Anschi Machatschkala     | 3:3             | 0:2 (A)          | 3:1 (H)       |
| 2012/13 | UEFA Europa League            | Gruppenphase           | Udinese Calcio           | 6:3             | 3:1 (H)          | 3:2 (A)       |
| 2014/15 | UEFA Europa League            | 3. Qualifikationsrunde | Ermis Aradippou          | 3:0             | 1:0 (H)          | 2:0 (A)       |
| 2014/15 | UEFA Europa League            | Play-offs              | Debreceni VSC            | 3:1             | 3:1 (H)          | 0:0 (A)       |
| 2014/15 | UEFA Europa League            | Gruppenphase           | ŠK Slovan Bratislava     | 8:1             | 5:0 (H)          | 3:1 (A)       |
| 2014/15 | UEFA Europa League            | Gruppenphase           | Sparta Prag              | 3:3             | 1:3 (A)          | 2:0 (H)       |
| 2014/15 | UEFA Europa League            | Gruppenphase           | SSC Neapel               | 2:3             | 2:0 (H)          | 0:3 (A)       |
| 2014/15 | UEFA Europa League            | Sechzehntelfinal       | FC Everton               | 2:7             | 1:4 (H)          | 1:3 (A)       |
| 2015/16 | UEFA Champions League         | 3. Qualifikationsrunde | AS Monaco                | 1:7             | 1:3 (H)          | 0:4 (A)       |
| 2015/16 | UEFA Europa League            | Play-offs              | FK Qarabağ Ağdam         | 0:4             | 0:1 (H)          | 0:3 (A)       |
| 2016/17 | UEFA Champions League         | 3. Qualifikationsrunde | Schachtar Donezk         | 2:2 (4:2 i. E.) | 0:2 (A)          | 2:0 n. V. (H) |
| 2016/17 | UEFA Champions League         | Play-offs              | Borussia Mönchengladbach | 2:9             | 1:3 (H)          | 1:6 (A)       |
| 2016/17 | UEFA Europa League            | Gruppenphase           | Olympiakos Piräus        | 1:2             | 0:1 (H)          | 1:1 (A)       |
| 2016/17 | UEFA Europa League            | Gruppenphase           | FK Astana                | 3:0             | 0:0 (A)          | 3:0 (H)       |
| 2016/17 | UEFA Europa League            | Gruppenphase           | APOEL Nikosia            | 3:2             | 3:1 (H)          | 0:1 (A)       |
| 2017/18 | UEFA Champions League         | 3. Qualifikationsrunde | Dynamo Kiew              | (a)3:3(a)       | 1:3 (A)          | 2:0 (H)       |
| 2017/18 | UEFA Champions League         | Play-offs              | ZSKA Moskau              | 0:3             | 0:1 (H)          | 0:2 (A)       |
| 2017/18 | UEFA Europa League            | Gruppenphase           | FK Partizan Belgrad      | 2:3             | 1:1 (H)          | 1:2 (A)       |
| 2017/18 | UEFA Europa League            | Gruppenphase           | KF Skënderbeu Korça      | 3:2             | 1:1 (A)          | 2:1 (H)       |
| 2017/18 | UEFA Europa League            | Gruppenphase           | Dynamo Kiew              | 2:3             | 2:2 (A)          | 0:1 (H)       |
| 2018/19 | UEFA Champions League         | Play-offs              | Dinamo Zagreb            | 3:2             | 1:1 (H)          | 2:1 (A)       |
| 2018/19 | UEFA Champions League         | Gruppenphase           | Manchester United        | 0:4             | 0:3 (H)          | 0:1 (A)       |
| 2018/19 | UEFA Champions League         | Gruppenphase           | Juventus Turin           | 2:4             | 0:3 (A)          | 2:1 (H)       |
| 2018/19 | UEFA Champions League         | Gruppenphase           | Valencia CF              | 2:4             | 1:1 (H)          | 1:3 (A)       |
| 2019/20 | UEFA Champions League         | Play-offs              | Roter Stern Belgrad      | (a)3:3(a)       | 2:2 (H)          | 1:1 (A)       |
| 2019/20 | UEFA Europa League            | Gruppenphase           | FC Porto                 | 2:4             | 1:2 (A)          | 1:2 (H)       |
| 2019/20 | UEFA Europa League            | Gruppenphase           | Glasgow Rangers          | 3:2             | 2:1 (H)          | 1:1 (A)       |
| 2019/20 | UEFA Europa League            | Gruppenphase           | Feyenoord Rotterdam      | 3:1             | 2:0 (H)          | 1:1 (A)       |
| 2020/21 | UEFA Champions League         | 2. Qualifikationsrunde | KÍ Klaksvík              | 3:1             | 3:1 (H)          | 3:1 (H)       |
| 2020/21 | UEFA Champions League         | 3. Qualifikationsrunde | FC Midtjylland           | 0:3             | 0:3 (A)          | 0:3 (A)       |
| 2020/21 | UEFA Europa League            | Play-offs              | KF Tirana                | 3:0             | 3:0 (H)          | 3:0 (H)       |
| 2020/21 | UEFA Europa League            | Gruppenphase           | AS Rom                   | 2:5             | 1:2 (H)          | 1:3 (A)       |
| 2020/21 | UEFA Europa League            | Gruppenphase           | CFR Cluj                 | 3:2             | 1:1 (A)          | 2:1 (H)       |
| 2020/21 | UEFA Europa League            | Gruppenphase           | ZSKA Sofia               | 4:0             | 3:0 (H)          | 1:0 (A)       |
| 2020/21 | UEFA Europa League            | Sechzehntelfinal       | Bayer 04 Leverkusen      | 6:3             | 4:3 (H)          | 2:0 (A)       |
| 2020/21 | UEFA Europa League            | Achtelfinal            | Ajax Amsterdam           | 0:5             | 0:3 (A)          | 0:2 (H)       |
| 2021/22 | UEFA Champions League         | 2. Qualifikationsrunde | ŠK Slovan Bratislava     | 3:2             | 0:0 (A)          | 3:2 (H)       |
| 2021/22 | UEFA Champions League         | 3. Qualifikationsrunde | CFR Cluj                 | 4:2             | 1:1 (A)          | 3:1 (H)       |
| 2021/22 | UEFA Champions League         | Play-offs              | Ferencváros Budapest     | 6:4             | 3:2 (H)          | 3:2 (A)       |
| 2021/22 | UEFA Champions League         | Gruppenphase           | Manchester United        | 3:2             | 2:1 (H)          | 1:1 (A)       |
| 2021/22 | UEFA Champions League         | Gruppenphase           | Atalanta Bergamo         | 3:4             | 0:1 (A)          | 3:3 (H)       |
| 2021/22 | UEFA Champions League         | Gruppenphase           | FC Villarreal            | 1:6             | 1:4 (H)          | 0:2 (A)       |
| 2022/23 | UEFA Europa Conference League | 2. Qualifikationsrunde | FK Liepāja               | 4:0             | 1:0 (A)          | 3:0 (H)       |
| 2022/23 | UEFA Europa Conference League | 3. Qualifikationsrunde | Kuopion PS               | 5:0             | 2:0 (A)          | 3:0 (H)       |
| 2022/23 | UEFA Europa Conference League | Play-offs              | RSC Anderlecht           | 1:1 (1:3 i. E.) | 0:1 (H)          | 1:0 n. V. (A) |
| 2023/24 | UEFA Champions League         | Play-offs              | Maccabi Haifa            | 3:0             | 0:0 (A)          | 3:0 (H)       |
| 2023/24 | UEFA Champions League         | Gruppenphase           | RB Leipzig               | 1:5             | 1:3 (H)          | 1:2 (A)       |
| 2023/24 | UEFA Champions League         | Gruppenphase           | Roter Stern Belgrad      | 4:2             | 2:2 (A)          | 2:0 (H)       |
| 2023/24 | UEFA Champions League         | Gruppenphase           | Manchester City          | 1:6             | 1:3 (H)          | 0:3 (A)       |
| 2023/24 | UEFA Europa League            | Zwischenrunde          | Sporting Lissabon        | 2:4             | 1:3 (H)          | 1:1 (A)       |
| 2024/25 | UEFA Champions League         | Play-offs              | Galatasaray Istanbul     | 4:2             | 3:2 (H)          | 1:0 (A)       |
| 2024/25 | UEFA Champions League         | Ligaphase              | Aston Villa              | 0:3             | (H)              |               |
| 2024/25 | UEFA Champions League         | Ligaphase              | FC Barcelona             | 0:5             | (A)              |               |
| 2024/25 | UEFA Champions League         | Ligaphase              | Inter Mailand            | 0:1             | (H)              |               |
| 2024/25 | UEFA Champions League         | Ligaphase              | Schachtar Donezk         | 1:2             | (A)              |               |
| 2024/25 | UEFA Champions League         | Ligaphase              | Atalanta Bergamo         | 1:6             | (H)              |               |
| 2024/25 | UEFA Champions League         | Ligaphase              | VfB Stuttgart            | 1:5             | (A)              |               |
| 2024/25 | UEFA Champions League         | Ligaphase              | Celtic Glasgow           | 0:1             | (A)              |               |
| 2024/25 | UEFA Champions League         | Ligaphase              | FK Roter Stern Belgrad   | 0:1             | (H)              |               |

Legende: (H) – Heimspiel, (A) – Auswärtsspiel, (N) – neutraler Platz, (a) – Auswärtstorregel, (i. E.) – im Elfmeterschiessen, (n. V.) – nach Verlängerung

### Gesamtbilanz
| Wettbewerb                         | Spiele | S  | U  | N  | T+   | T-  |
| ---------------------------------- | ------ | -- | -- | -- | ---- | --- |
| Meistercup / UEFA Champions League | 075    | 23 | 17 | 35 | 94   | 148 |
| Cup der Cupsieger                  | 010    | 02 | 02 | 06 | 10   | 018 |
| UEFA-Cup / Europa League           | 089    | 36 | 21 | 33 | 1350 | 121 |
| UEFA Intertoto Cup                 | 004    | 01 | 0  | 03 | 08   | 008 |
| Europa Conference League           | 006    | 05 | 0  | 01 | 10   | 001 |
| Gesamt                             | 184    | 67 | 40 | 77 | 2570 | 296 |

Stand: 29. Januar 2025

## Ewige Tabelle
Die Young Boys liegen derzeit auf dem 2. Rang der ewigen Tabelle der Super League hinter dem FC Basel.

## Aktuelles Kader

### Kader der ersten Mannschaft

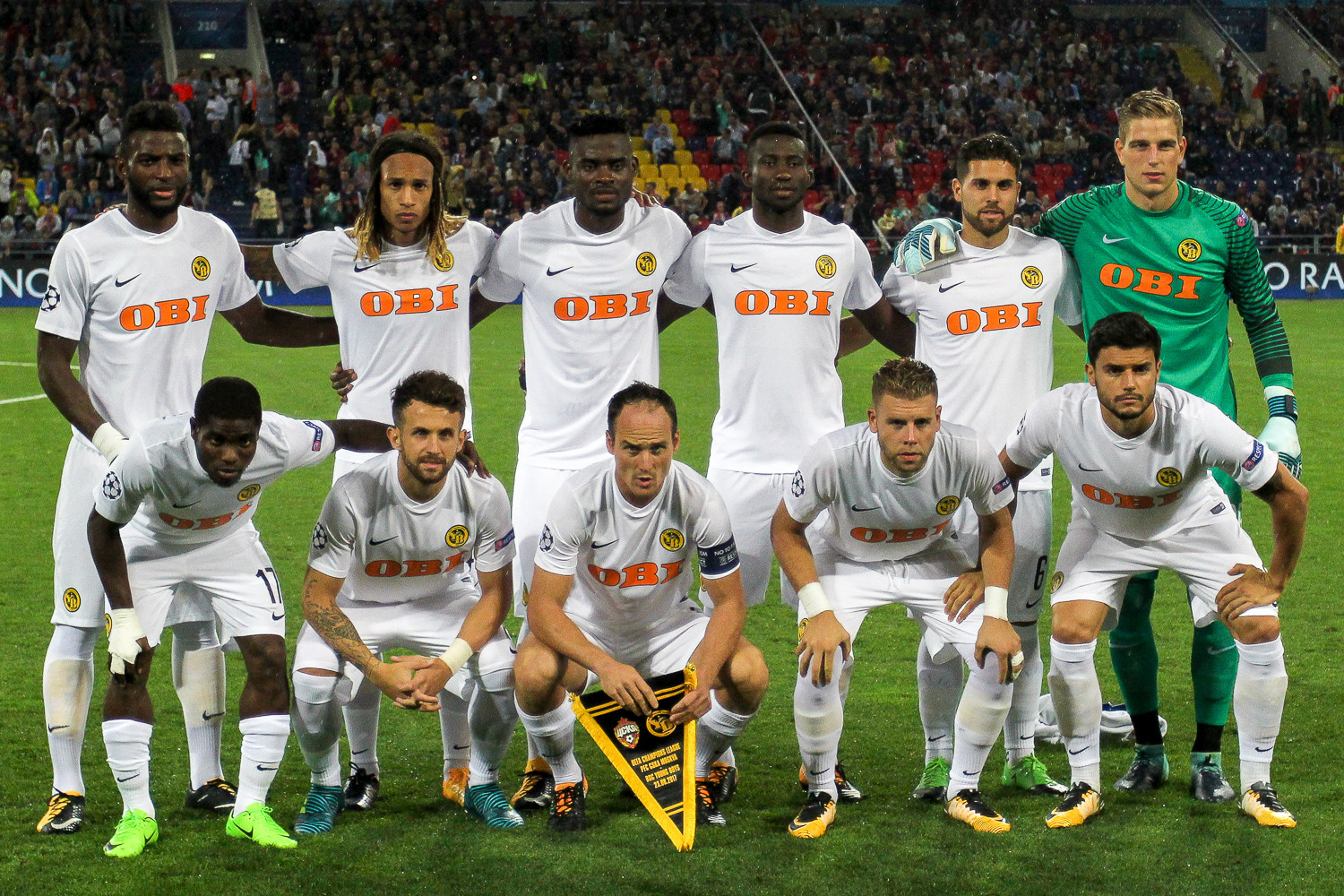
Startaufstellung am 22. August 2017

Stand: 15. August 2025
| Nummer     | Nat.                    | Spieler             | Im Verein seit | Letzter Verein          |
| Tor        | Tor                     | Tor                 | Tor            | Tor                     |
| ---------- | ----------------------- | ------------------- | -------------- | ----------------------- |
| 12         | Schweiz                 | Heinz Lindner       | 2025           | FC Sion                 |
| 18         | Schweiz                 | Ardian Bajrami      | 2024           | eigene Jugend           |
| 33         | Schweiz                 | Marvin Keller       | 2024           | FC Winterthur           |
| 40         | Schweiz                 | Dario Marzino       | 2022           | FC Schaffhausen         |
| Abwehr     |                         |                     |                |                         |
| 03         | Algerien                | Jaouen Hadjam       | 2024           | FC Nantes               |
| 04         | Frankreich              | Tanguy Zoukrou      | 2024           | ES Troyes AC            |
| 05         | Schweiz                 | Gregory Wüthrich    | 2025           | SK Sturm Graz           |
| 17         | Gambia                  | Saidy Janko         | 2023           | VfL Bochum              |
| 19         | Schweden                | Noah Persson        | 2025           | Grasshopper Club Zürich |
| 23         | Schweiz                 | Loris Benito        | 2022           | FC Sion                 |
| 27         | Schweiz                 | Lewin Blum          | 2021           | eigene Jugend           |
| 55         | Schweiz                 | Mats Seiler         | 2024           | eigene Jugend           |
| 66         | Schweiz                 | Rhodri Smith        | 2025           | eigene Jugend           |
| Mittelfeld |                         |                     |                |                         |
| 06         | Schweiz                 | Edimilson Fernandes | 2025           | 1. FSV Mainz 05         |
| 08         | Polen                   | Łukasz Łakomy       | 2023           | Zagłębie Lubin II       |
| 11         | Gambia                  | Ebrima Colley       | 2023           | Atalanta Bergamo        |
| 13         | Tschechien              | Dominik Pech        | 2025           | Slavia Prag             |
| 16         | Schweiz                 | Christian Fassnacht | 2025           | Norwich City            |
| 30         | Schweiz                 | Sandro Lauper       | 2018           | FC Thun                 |
| 37         | Bosnien und Herzegowina | Armin Gigović       | 2025           | Holstein Kiel           |
| 39         | Schweiz                 | Darian Males        | 2023           | Inter Mailand           |
| 45         | Madagaskar              | Rayan Raveloson     | 2025           | AJ Auxerre              |
| 77         | Schweiz                 | Joël Monteiro       | 2021           | FC Lausanne-Sport       |
| Angriff    |                         |                     |                |                         |
| 09         | Venezuela               | Sergio Córdova      | 2025           | Alanyaspor              |
| 21         | Frankreich              | Alan Virginius      | 2024           | OSC Lille               |
| 25         | Schweiz                 | Emmanuel Tsimba     | 2025           | eigene Jugend           |
| 29         | Elfenbeinküste          | Chris Bedia         | 2025           | 1. FC Union Berlin      |
| 31         | Guinea-a                | Facinet Conte       | 2024           | SC Bastia               |

### Betreuerstab und Vorstand
| Vorname, Name | Funktion                 |
| --- | ------------------------ |
| Verwaltungsrat |                          |
| Hanspeter Kienberger | Verwaltungsratspräsident |
| Hans-Ueli Rihs, Stefan Rihs, Christoph Spycher, Marcel Brülhart, Georg Wechsler, Ernst Graf, Georges Lüchinger und Oliver Zingg | Verwaltungsrat           |
| Trainerstab |                          |
| Joël Magnin | Cheftrainer (interim)    |
| Zoltan Kadar | Assistenztrainer         |
| Matteo Vanetta | Assistenztrainer         |
| Christoph Born | Goalietrainer            |
| Martin Fryand | Konditionstrainer        |
| Stephan Flückiger | Athletiktrainer          |
| Simon Nüssli | Spielanalyst             |

### Bekannte/bedeutende ehemalige Spieler
Heinz Bigler (1949–1962, Verteidiger)
Heinz Bigler wechselte 1945 vom FC Victoria Bern zu YB. Ab 1950 wurde er unter dem neuen Trainer Albert Sing zum Stammspieler, hauptsächlich als Verteidiger, er half der Mannschaft aber auch als defensiver Mittelfeldspieler und manchmal sogar als linker Flügelstürmer. Viermal Meister mit YB, zweimal Cupsieger, 16 Berufungen in die Nationalmannschaft, 16 Einsätze im Europacup. «Hene» Bigler war regelmässiger Schütze der YB-Penalties und verwandelte diese meist sicher ins hohe Eck.
Jakob Brechbühl (1971–1983, Verteidigung)
«Köbi» Brechbühl, wie er genannt wurde, gab sein Debüt bei YB als Flügelstürmer im Jahr 1971. Kurze Zeit später spielte er als Rechtsverteidiger. Brechbühl gehörte der YB-Verteidigung an, die im Jahr 1975 acht Spiele ohne Gegentreffer blieb. Seine Markenzeichen waren ein starker Schuss aus der zweiten und dritten Reihe sowie sein starker Drang, nach vorne zu spielen.
Georges Bregy (1984–1986 und 1990–1994, Mittelfeld)
Georges Bregy gilt als einer der besten Schweizer Fussballer der Geschichte. YB-Trainer Aleksander Mandziara stellte den Walliser ins Mittelfeld, nachdem er beim FC Sion als Stürmer gespielt hatte. Georges Bregy hatte grossen Anteil daran, dass YB im Jahr 1986 Schweizer Meister wurde. Er verliess YB nach dem Titel und kehrte im Sommer 1990 zurück.
Stéphane Chapuisat (2002–2005, Sturm)
Stéphane Chapuisat ist einer der erfolgreichsten Schweizer Fussballspieler überhaupt. Er stiess im Jahr 2002 zu YB und verhalf YB in der Saison 2003/04 zum zweiten Platz und wurde zugleich Torschützenkönig. «Chappi», wie er genannt wurde, spielte drei Saisons in Bern und arbeitet inzwischen als Stürmertrainer bei YB. Im Jahr 2005 wurde er zum besten YB-Spieler aller Zeiten ernannt.
Seydou Doumbia (2008–2010, Sturm)
Seydou Doumbia, von den Fans oft «Lord» genannt (durch Veränderung des Liedes Kumbaya in «Doumbia my Lord») erzielte in nur zwei Saisons bei den Young Boys 50 Meisterschaftstore. Während er in der ersten Saison als Ersatzspieler auf 20 Tore kam, schoss er als Stammspieler sogar 30. In beiden Jahren wurde er als Torschützenkönig sowie als Spieler des Jahres ausgezeichnet.
Walter Eich (1947–1961, Tor)
Er kam 1947 als 20-Jähriger nach Bern, nachdem YB gerade in die Nationalliga B abgestiegen war. Eich, der immer «Wädu» genannt wurde, spielte 14 Saisons für YB, er gilt in Bern bis heute als einer der besten Torhüter. Mit ihm erreichten die Young Boys vier Meistertitel in Serie, zwei Cupsiege und den Halbfinal des Europacups der Landesmeister gegen Stade Reims. Nach seinem Karriereende arbeitete er in Bern noch mehrere Jahre als Torhütertrainer.
Thomas Häberli (2000–2009, Sturm)
Häberli spielte neun Jahre für YB und erzielte oft wichtige Tore. «Häbigoal», wie er genannt wurde, traf in dieser Zeit das Tor 74 Mal. Er beendete seine aktive Karriere bei den Young Boys im Sommer 2009 und erhielt als bisher einziger Spieler der YB-Geschichte ein Abschiedsspiel.
Erich Hänzi (1986–1993 und 2000–2003, Verteidigung)
Auch bekannt als «Fussballgott» von YB. Hänzi spielte mit Unterbruch zehn Saisons für die Berner und genoss Kultstatus.
Lars Lunde (1983–1986, Sturm)
Lunde wurde 1986 bei YB Torschützenkönig, ein Jahr später gewann er mit Bayern München den Meistertitel.
Joël Magnin (2002–2007, Mittelfeld)
Der Allrounder beendete seine Karriere mit 127 Einsätzen für YB und ist nun interimistisch als Trainer der ersten Mannschaft tätig.
Eugen «Geni» Meier (1951–1965, Sturm)
Der in Schaffhausen geborene Meier war mehrmals Torschützenkönig und eine YB-Legende. Wegen seiner gewaltigen Schusskraft wurde er der «YB-Bomber» oder «Bomben-Meier» genannt. Er schoss insgesamt 249 NLA-Tore.
Willy Schneider (1959–1962, Sturm)
Hatte grossen Anteil am Erfolg der Young Boys von 1958 bis 1960 und erzielte zusammen mit Geni Meier manche entscheidende Tore. Er wurde mit YB Torschützenkönig und erzielte gesamthaft 173 Pflichtspiel-Tore für die Berner.
Gürkan Sermeter (1995–1996 und 2000–2006, Mittelfeld)
Erzielte in 194 Spielen 48 Tore: Sermeter hatte mit seinen Toren grossen Anteil am Ligaerhalt in der Auf-/Abstiegsrunde 1996. Er kehrte 2000 zu YB zurück und musste den Verein 2006 verlassen. Auch heute ist er unter YB-Fans noch sehr beliebt und wird bei seinen Gastspielen in Bern oft bejubelt.
Willi Steffen (1950–1962, Verteidigung)
Willi Steffen war in über zwölf Jahren der sichere Wert in der YB-Verteidigung. Auch dank Steffen schafften es die Young Boys, vier Meistertitel in Serie zu gewinnen. Erstaunlich an der Schweizer Verteidigerlegende war, dass er in den zwölf YB-Jahren als Verteidiger keinen Treffer erzielte, nie verwarnt wurde und keinen Elfmeter verschuldete. Nach seinem Karriereende blieb er YB als Vorstandsmitglied treu und gilt als Entdecker von Aleksander Mandziara.
Martin Weber (1979–1995, Vorstopper und Libero)
Wurde auch «Mister YB» genannt. Der Berner war mit Qualitäten in der Defensive und im Zweikampf 16 Jahre lang die zentrale Figur in der YB-Verteidigung. Er ist mit 499 Spielen der Rekordspieler bei YB.
Ernst Wechselberger (1952–1964, Sturm)
Spielte zwölf Saisons für YB und erzielte während dieser Zeit über 200 Tore. Er wurde mit YB vier Mal Schweizer Meister und einmal Torschützenkönig.
Hakan Yakin (2005–2008, Mittelfeld)
Wurde in der Saison 2007/08 mit 24 Toren Schweizer Torschützenkönig. Er erreichte mit YB zwei Mal den Cupfinal und wurde Vizemeister.
Dario Zuffi (1985–1991, Sturm)
Der Winterthurer Zuffi spielte sechs Saisons für die Berner und war einer der entscheidenden Figuren in der Mandziara-Ära. Gegen Ende seiner Karriere wechselte er vom Sturm auf die Position eines Aussenverteidigers.
Weitere Spieler findet man in der Kategorie Fussballspieler (BSC Young Boys).

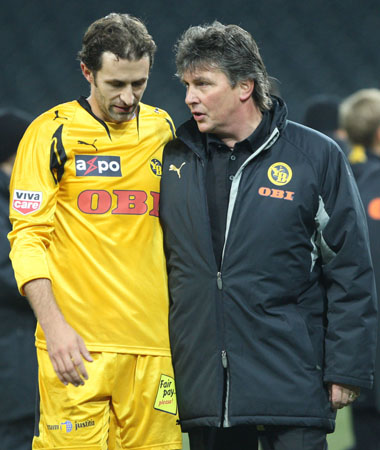
Martin Andermatt mit Thomas Häberli
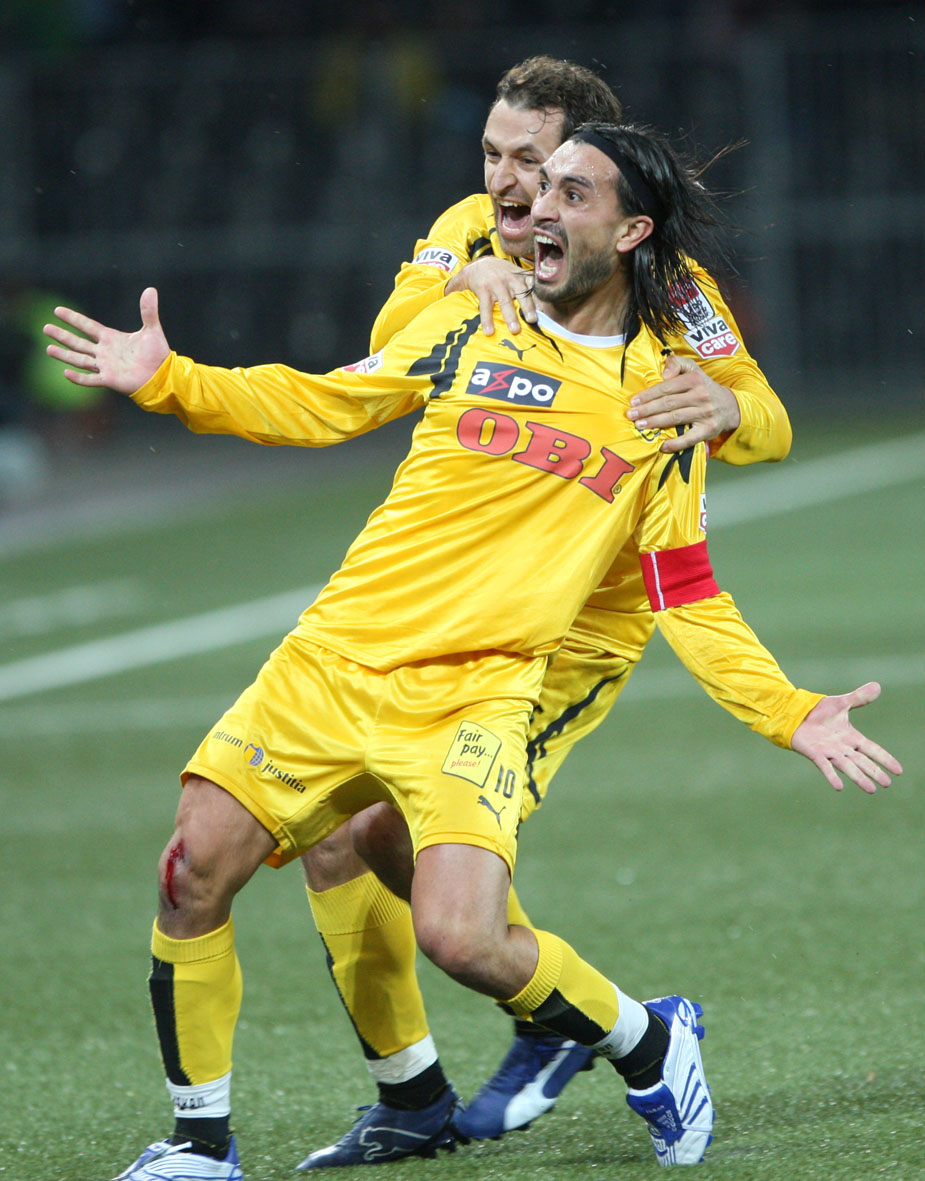
Hakan Yakin mit Thomas Häberli

## Trainer
- 1913–1918 William J. Reynolds
- 1918–1920 Jimmy Hogan
- 1920–1922 Berth Smith
- 1922–1924 Jimmy Hogan
- 1924–1928 Sandy Higgins
- 1928–1930 Ernst Meyer
- 1931–1932 Viktor Hierländer
- 1932–1934 Hans Wüthrich
- 1934 Valerian Bezveconny (in Frankreich «Valère de Besveconny»)
- 1934–1935 Izidor «Dori» Kürschner
- 1939–1942 Ferdinand Fritsch
- 1942–1947 Béla Volentik
- 1947–1948 Willy Baumgartner
- 1948–1949 Fritz Gschweidl
- 1949–1951 Eric Norman Jones
- 1951–1964 Albert Sing
- 1964–1964 Heinz Bigler (April–Juli)
- 1964–1968 Hans Merkle
- 1968–1968 René Häfeli (Januar–Juli)
- 1968–1970 Albert Brülls
- 1970–1970 Walter Eich (Januar–Juli)
- 1970–1970 Henri Skiba (Juli–November)
- 1970–1972 Heinz Schneiter und Walter Eich
- 1972–1973 Hans-Otto Peters
- 1973–1977 Kurt Linder
- 1977–1978 René Hüssy
- 1978–1980 Timo Konietzka
- 1980–1983 Bert Theunissen
- 1983–1983 Kurt Linder (Juli–Oktober)
- 1983–1984 Walter Eich
- 1984–1988 Aleksander Mandziara
- 1988–1990 Tord Grip
- 1990–1990 Pál Csernai
- 1990–1994 Martin Trümpler
- 1994–1995 Bernard Challandes
- 1995–1997 Jean-Marie Conz
- 1997–1997 Tord Grip (April–Juli)
- 1997–1998 Roland Andersson und Thomas Sjöberg
- 1998–1998 Robert Schober und Admir Smajić (Januar–Juli)
- 1998–1999 Claude Ryf
- 1999–1999 Martin Weber (Mai–Juli)
- 1999–1999 Roger Läubli (Juli)
- 1999–1999 Richard Wey und Admir Smajić (Juli)
- 1999–1999 Richard Wey (August)
- 1999–2003 Marco Schällibaum
- 2003–2005 Hans-Peter Zaugg (bis zum 17. Oktober)
- 2005–2006 Gernot Rohr (ab 18. Oktober)
- 2006–2008 Martin Andermatt (Okt. 2006 bis Juli 2008)
- 2008–2011 Vladimir Petković (11. August 2008 bis 8. Mai 2011)
- 2011–2012 Christian Gross (25. Mai 2011 bis 29. April 2012)
- 2012–2013 Martin Rueda (30. Mai 2012 bis 7. April 2013)
- 2013–2013 Bernard Challandes (April bis Juni 2013)
- 2013–2015 Uli Forte (Juni 2013 bis August 2015)
- 2015–2018 Adi Hütter (September 2015 bis Mai 2018)
- 2018–2021 Gerardo Seoane (Juni 2018 bis Juni 2021)
- 2021–2022 David Wagner (Juli 2021 bis März 2022)
- 2022–2022 Matteo Vanetta (März bis Mai 2022)
- 2022–2024 Raphael Wicky (Juni 2022 bis März 2024)
- 2024–0000 Joël Magnin (März 2024 bis Juni 2024, interim)
- 2024–0000 Patrick Rahmen (Juli bis Oktober 2024)
- 2024–0000 Joël Magnin (Oktober bis Dezember 2024, interim)
- 2024––000 Giorgio Contini (ab Dezember 2024)

## Vereinspräsidenten
Eine chronologische Übersicht seit Gründung über alle Vereinspräsidenten des BSC Young Boys (ab Ende 1999 BSC Young Boys Betriebs AG, ab Anfang 2021 BSC Young Boys AG):
| Amtszeit  | Präsident        |
| --------- | ---------------- |
| 1898–1899 | Max Schwab       |
| 1899–1904 | Edgar Fetscherin |
| 1904–1905 | Otto Kubli       |
| 1905–1906 | Albert Heiniger  |
| 1906–1907 | Max Schwab       |
| 1907–1908 | D. Chessex       |
| 1908–1909 | Edgar Egger      |
| 1909–1911 | Walter Messerli  |
| 1911–1915 | Herbert Schmid   |
| 1915–1919 | Herbert Frey     |
| 1919–1920 | Albert Hirt      |
| 1920–1921 | Hans Greuber     |
| 1921–1923 | Heinz Schwab     |

| Amtszeit  | Präsident       |
| --------- | --------------- |
| 1923–1924 | Albert Hirt     |
| 1924–1926 | Rudolf Roth     |
| 1926–1928 | Ermin Flück     |
| 1928–1929 | Otto Grogg      |
| 1929–1934 | G. Marchand     |
| 1934–1936 | Rudolf Roth     |
| 1936–1937 | Adrian Schorrer |
| 1937–1939 | G. Marchand     |
| 1939–1942 | Eduard Studer   |
| 1942–1943 | Herrmann Wirth  |
| 1943–1947 | Otto Wirz       |
| 1947–1948 | Erwin Bähler    |
| 1948–1950 | Adolf Rösti     |

| Amtszeit  | Präsident            |
| --------- | -------------------- |
| 1950–1952 | Felix Neuenschwander |
| 1952–1954 | Guido Wärtli         |
| 1954–1957 | Walter Bögli         |
| 1957–1962 | Hermann Steinegger   |
| 1962–1967 | Herbert Althaus      |
| 1967–1971 | Willy Sigrist        |
| 1971–1972 | Ferdinand Schmutz    |
| 1972–1980 | Ralph Zloczower      |
| 1980–1993 | Rudolf Baer          |
| 1993      | Jürg Aeberhard       |
| 1993–1995 | Jacques Chèvre       |
| 1995–1996 | Peter Cerny          |
| 1996      | Roland Schönenberger |

| Amtszeit  | Präsident              |
| --------- | ---------------------- |
| 1996–1997 | Walter Frei            |
| 1997      | Peter Morgenthaler     |
| 1997–1998 | Roland Güngerich       |
| 1998–1999 | Peter Siegrist         |
| 1999–2000 | Martin Maraggia        |
| 2001      | Walter Theiler a. i.   |
| 2001–2003 | Heinz Fischer          |
| 2003–2007 | Peter Mast             |
| 2007–2009 | Thomas Grimm           |
| 2010–2017 | Werner Müller          |
| 2017–     | Hanspeter Kienberger 1 |

## Spielerstatistiken

### Spieler mit den meisten Einsätzen
Am häufigsten auf dem Feld stand bei den Young Boys Martin Weber. Der 1957 geborene Schweizer brachte es auf genau 578 Spiele mit den Young Boys. Er spielte während 16 Jahren für die Berner.
| Spieler            | Aktive Zeit | Spiele |
| ------------------ | ----------- | ------ |
| Martin Weber       | 1979–1995   | 578    |
| Jean-Marie Conz    | 1973–1988   | 480    |
| Marco Wölfli       | 1999–2020   | 463    |
| Alain Baumann      | 1986–1999   | 426    |
| Eugen «Geni» Meier | 1951–1965   | 392    |

### Spieler mit den meisten Toren

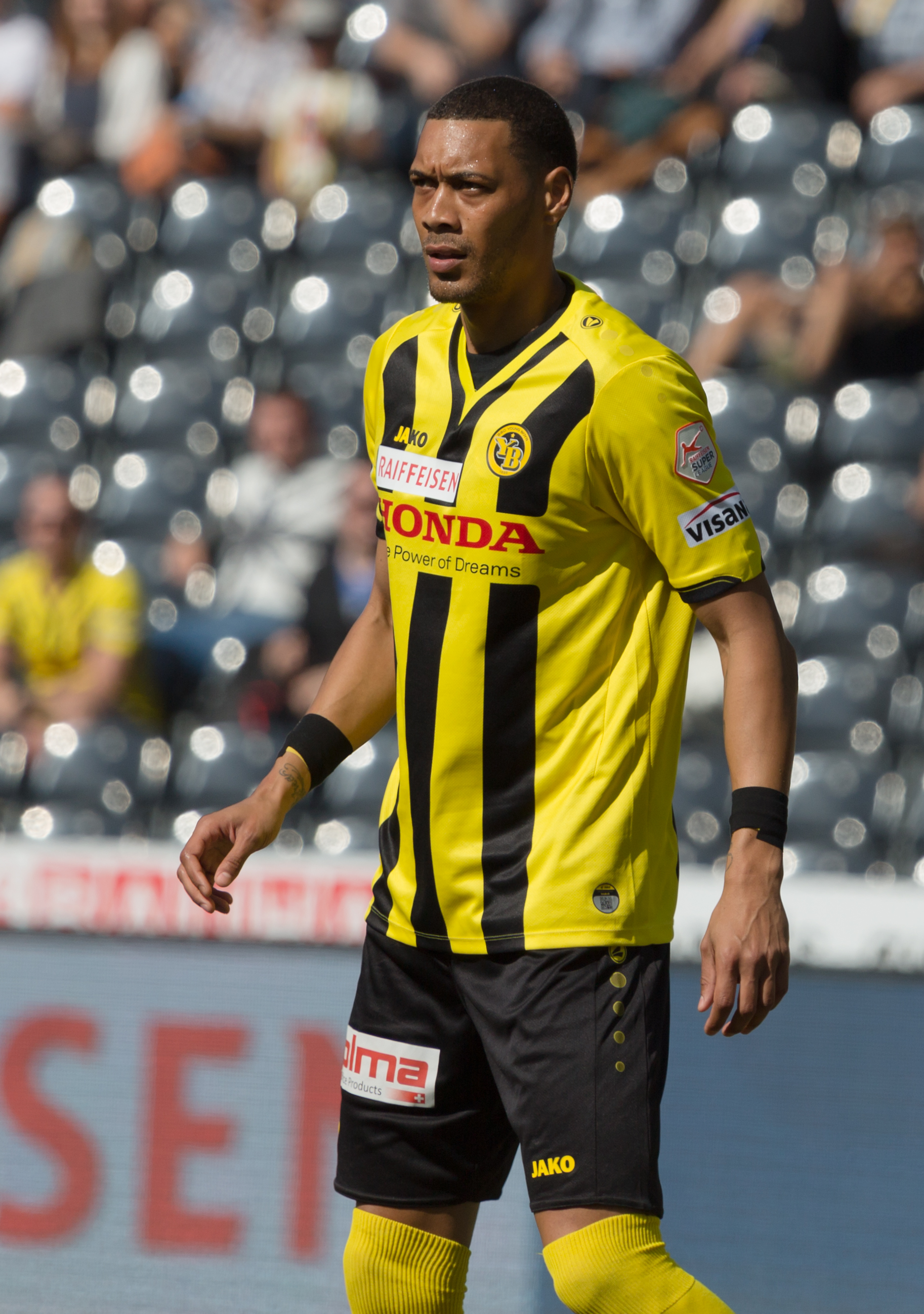
Guillaume Hoarau während eines Spiels

Der «Bomben-Meier» schoss für YB mit 313 Treffern deutlich am meisten Tore.
| Spieler             | Aktive Zeit | Tore |
| ------------------- | ----------- | ---- |
| Eugen Meier         | 1951–1965   | 313  |
| Ernst Wechselberger | 1957–1964   | 151  |
| Jean-Pierre Nsame   | 2017–2024   | 140  |
| Guillaume Hoarau    | 2014–2020   | 118  |
| Dario Zuffi         | 1985–1991   | 100  |

Quelle: BSC Young Boys

## Frauenfussball
Seit 2009 gehört der zehnmalige Schweizer Meister und 15-malige Cupsieger Frauenfussballclub Bern (FFC Bern, bis 1994 Damenfussballclub Bern) als YB Frauen zu den Young Boys. Die erste Mannschaft spielt in der höchsten Schweizer Spielklasse, der Women’s Super League, und gewann 2011 den Schweizer Meistertitel. Die YB Frauen verfügen zudem über eine U14-, U16-, U17- und U19-Mannschaft. Das YB-Frauen-Team in der Women’s Super League trägt seine Heimspiele mehrheitlich im Wankdorf-Stadion aus.

## Sektionen
Die Sektionen sind laut Statuten (dort: «Untersektionen») als eigene Rechtspersönlichkeiten (Verein) konstituiert. Auf der Website von 2011 sind ausser den Senioren/Veteranen noch die Sektionen Landhockey, Handball und Boccia aufgeführt, auf der Website von 2013 und in den Statuten von 2020 nur noch Senioren/Veteranen bzw. Senioren Fussball. Die Sektionen Landhockey, Handball und Boccia sind also in der Periode 2011–2013 aufgelöst worden.

### Senioren
Der BSC Young Boys besitzt als einzige noch bestehende Sektion eine Senioren-Fussballsektion. Gegründet wurde sie 1918. Das Seniorenteam ist eine Mannschaftsgruppierung mit dem FC Wyler und spielt deshalb unter dem Namen Team Wyler/YB.
Unterteilt sind die Senioren-Teams in drei Altersstufen:
- Senioren 30+
- Senioren 40+
- Senioren 50+

Früher bestand die Unterteilung in Senioren (ab 32 Jahren), Veteranen (ab 40 Jahren) und Super-Veteranen (ab 50 Jahren). Die Heimspiele trugen die Veteranen auf dem Sportplatz Bolligen aus. Die Super-Veteranen waren eine Gemeinschaft, die neben dem regelmässigen Fussballtraining auch gelegentlich Freundschaftsspiele organisierte, jedoch keine Meisterschaft spielte.

### Landhockey
1920 wurde die Sektion Hockey des BSC Young Boys (Herren) gegründet. Sie gewann von 1920 bis 1922 drei Mal in Folge den Schweizer Meistertitel. Wegen Mangels an geeigneten Terrains wurde die Sektion 1925 bereits wieder aufgelöst. 1985 wurde sie wieder gegründet und stieg in die Nationalliga B auf. Zuletzt spielte sie in der höchsten Spielklasse.
Die Damen verfügten mit «BSC YB Landhockey» bereits seit 1948 über eine Mannschaft im Landhockey. Die Damensektion wurde von den drei Frauen Betty Althaus, Hanni Blaser und Bethli Schmitt gegründet.
Als das erste komplette Team zusammengestellt war, nahmen die Damen sofort an der damals noch getrennten Schweizer Meisterschaft (Ost und West) teil. Bis zum Jahr 1957 war ein stetiger Aufwärtstrend bemerkbar. So konnte in diesem Jahr erstmals in der Westgruppe der erste Tabellenplatz erreicht werden. Das Finalspiel ging allerdings knapp verloren.
Ein Jahr später konnte dank der grossen Nachfrage eine zweite Mannschaft gebildet werden. 1977 folgte ein Zwischentief, das aber nicht lange anhielt. 1980 folgte der erste Cupsieg. Fünf Jahre später gewannen die Bernerinnen etwas überraschend den ersten Meistertitel. In den darauf folgenden fünf Jahren gewann der BSC Young Boys weitere drei Meistertitel. Daraufhin folgte Jahr für Jahr ein Auf und Ab. Von 1993 bis 1997 gewannen die Bernerinnen fünf Mal in Folge den Meistertitel. 2001 kamen sie wieder in den Cupfinal; dieses Spiel verloren sie allerdings.
Ein Problem stellte seit einigen Jahren vor allem der Kunstrasen dar. Im ganzen Kanton Bern gibt es keinen für Landhockey geeigneten Kunstrasen, daher mussten die YB-Damen und -Herren auf andere Plätze ausweichen. Da auf diese Weise kaum richtig Landhockey gespielt werden kann, verliessen immer mehr gute Spielerinnen YB, und es drohte der Abstieg der Damenmannschaft in der Saison 2008/09.
In der Periode 2011–2013 wurde die Sektion aufgelöst.

### Handball

#### Hallenhandball
Die Handballsektion wurde 1950 von Willy Sigrist (Präsident YB 1967–1971) gegründet. Im ersten Jahr gab es zwei Mannschaften die bei der Berner Hallenhandball-Meisterschaften 1950/51 spielten.

#### Feldhandball

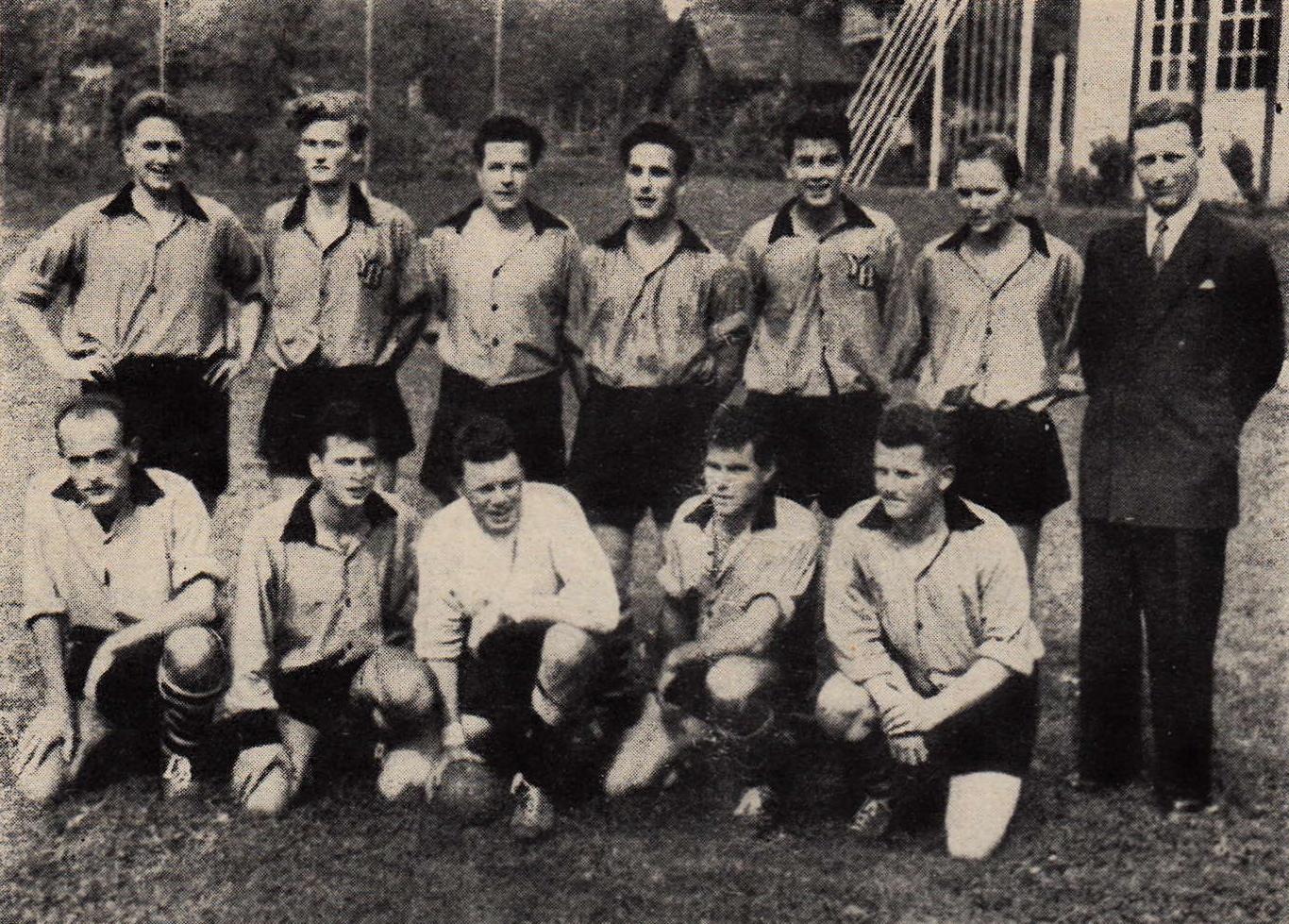
Mannschaft von 1953 welche in die NLB aufstieg.

In der Saison 1953 stieg die Handball-Mannschaft von der 1. Liga in die Nationalliga B (Feldhandball) 1954 auf. Die grössten Erfolge war das Erreichen des Cupfinals 1955 und 1957 als NLB-Mannschaft.
| Saison | Liga        | Rang                           | Cup   |
| ------ | ----------- | ------------------------------ | ----- |
| 1951   | 1. Liga (2) | ?                              |       |
| 1952   | 1. Liga (3) | ?                              |       |
| 1953   | 1. Liga (3) | 1                              |       |
| 1954   | NLB (2)     | 4 (West)                       |       |
| 1955   | NLB (2)     | 1 (West) / Verlierer NLB-Final | Final |
| 1956   | NLB (2)     | 2 (West)                       |       |
| 1957   | NLB (2)     | 1 (West) / Verlierer NLB-Final | Final |
| 1958   | NLB (2)     | 2 (West)                       |       |
| 1959   | NLB (2)     | 4 (West)                       |       |
| 1960   | NLB (2)     | 5 (West)                       |       |
| 1961   | NLB (2)     | 7 (West)                       |       |
| 1962   | 1. Liga (3) | ?                              |       |

In Klammern das Level zu damaliger Zeit. Quelle: International Handball-Database (IHBDB).
In der Periode 2011–2013 wurde die Sektion aufgelöst.

### Boccia
Von 1925 bis zur Auflösung in der Periode 2011–2013 gab es auch eine Boccia-Sektion. Im legendären Boccia-Häuschen, einer Baracke zwischen den Trainingsfeldern, feierte man die Erfolge der Mannschaft.

## Medien

### Stade-TV

Stade-TV-Logo

Das Stade de Suisse Wankdorf besass bis zur Saison 2014/15 eine eigene Fernseh-Show. Diese gehörte zwar nicht direkt zu den Young Boys, allerdings wurden in den Beiträgen des sogenannten «Stade-TV» nur aktuelle Informationen über die Young Boys gezeigt. Die Show war in verschiedene Bereiche eingeteilt:
- Fanbox: Fans beantworteten vor dem Spiel eine Frage, die während der Pause vorgeführt wurde.
- Stimmen zum Spiel: Die Trainer fassten das Spiel zusammen und antworteten auf Fragen der Journalisten.
- Highlights: Spielzusammenfassung der Heimspiele.
- Die Woche: Rückblick auf die vergangene Woche mit jeweils einem Gast aus dem YB-Kreis.

Während der Spiele wurden im Stade-TV auch Interviews und aktuelle Nachrichten rund um den BSC Young Boys mit bekannten Personen diskutiert. Die Beiträge waren nach der Ausstrahlung im Stadion auch online zu sehen.
Stade-TV wurde von Stefan Eggli moderiert und präsentiert.
Seit der Saison 2014/15 unterhalten die Moderatoren von Radio Gelb-Schwarz mit kurzen, aber informativen Inhalten rund um den BSC Young Boys.

### Meisterträume – Eine Berner Fussballgeschichte
Im Oktober 2010 erschien in den Berner Kinos der Film «Meisterträume – Eine Berner Fussballgeschichte». Während der Rückrunde im Jahr 2010 begleitete ein Filmteam um die Regisseure Norbert Wiedmer und Enrique Ros den BSC Young Boys und nahm dabei das Geschehen im Verein auf. Neben Spielszenen und Interviews sind auch Halbzeitansprachen, Sitzungen von Spielern mit einem Sportpsychologen bis hin zu Vertragsunterzeichnungen zu sehen. Der Film erhielt überwiegend positive Kritik.
Premiere feierte der Film bereits im Juni 2010 auf der Grossen Schanze.

### Songs
Es gibt einige Songs über die Berner Young Boys. Der mit Abstand populärste ist Häbet nech am Bänkli (deutsch: «Haltet euch am Bänklein fest») zur Melodie des Trinklieds O Susanna (Trink’ ma’ noch’n Tröpfchen). Der Song wurde 1970 aufgenommen und war zeitweise regelmässig an den Heimspielen zu hören.
Auch bekannt ist der YB-Boogie aus dem Jahr 1986, mit dem Text von Polo Hofer, gesungen von Marc Dietrich und dem damaligen Team. Bis heute wird der Refrain nach jedem Tor der Young Boys gespielt. Daneben gibt es auch noch den Song Gäubschwarz («Gelbschwarz») von «PdT» aus dem Jahr 2000 und Ä rächtä Bärner Giu isch für YB («Ein echter Berner Knabe ist für YB»), der im Jahr 1960 entstanden ist.
Von Züri West stammt die melancholische Hommage Hütt hei sie wieder mau gwunne («Heute haben sie wieder mal gewonnen») aus dem Jahr 1991, die unter dem Eindruck schwächerer Saisonergebnisse seit der Meisterschaft 1986 entstand.
Der Berner Marsch war lange der Einlaufsong der Mannschaft, wurde inzwischen jedoch abgelöst. Seit 2018 ist Hie («Hier») von Wurzel 5 der neue Einlaufsong.

### YB-MAG
Das YB-MAG (kurz für Young-Boys-Magazin) ist ein Magazin des BSC Young Boys, das zweimonatlich erscheint. Es enthält alle wichtigen aktuellen Informationen zum Verein und zur Super League. In jeder Ausgabe wird unter anderem direkt auf einen Spieler eingegangen. Das Magazin ist seit Ende 2006 erhältlich und kann in den nahegelegenen Kiosks und dem YB-Fanshop gekauft werden. Das Magazin ist ebenfalls im Abonnement erhältlich. Alle Jahreskartenbesitzer und Gönner bekommen das Magazin seit Januar 2008 gratis nach Hause geschickt.

### Radio Gelb-Schwarz
Nach dem FC Basel ist YB der zweite Verein in der Schweiz mit einem eigenen Internetradio, das alle Spiele des Vereins live überträgt. Radio Gelb-Schwarz wurde 2009 von zwei Fans gegründet und zählt heute sechs Kommentatoren. RGS bietet neben den Übertragungen auch Interviews sowie Musik um das Spiel herum an. Dabei können YB-Fans teilweise selber mitbestimmen, wie das Programm am Matchtag aussieht. Für blinde Matchbesucher kann das Radio auch im Stadion via UKW empfangen werden. Dadurch erhalten auch diese Personen die Möglichkeit, den Spielverlauf mitzuverfolgen. Seit der Saison 2014/15 sind die Moderatoren ausserdem für die Unterhaltung im Stadion als Speakerfunktion zuständig.

## Sonstiges

### YB-Museum
Der BSC Young Boys war der erste und bis Ende 2007 auch der einzige Fussballverein in der Schweiz mit einem offiziellen Museum. Dieses befindet sich im Stadion und ist jeweils samstags (ausser an Spieltagen) geöffnet. Unter anderem werden zwei der gewonnenen Meisterschaftspokale sowie zahlreiche Fotos und Videoaufnahmen gezeigt. Der Eintritt kostet zwischen zwei und fünf Franken. Gegründet und bis zu seiner Pensionierung Ende 2009 geleitet wurde das Museum vom langjährigen Medienchef des BSC Young Boys Charles Beuret. Der ehemalige Sportjournalist hat mehrere Bücher über die Young Boys geschrieben (siehe Literatur).

### YB-Wurst
Im alten Wankdorf wurden die Schweinswürstchen im Wasserdampf heiss gemacht. Die Nachfrage war jedoch so gross, dass die Verkäufer eine grössere, sättigendere Wurst anbieten wollten. Die Verantwortlichen trafen sich, um eine Lösung zu finden. In Lausanne wurden sie auf ein bestehendes Rezept aufmerksam. Die neue, im Wasser gekochte Wurst wurde übernommen und fortan als «YB-Wurst» verkauft. Über die Jahre wurde die Wurst zu einem Kultsymbol in Bern. Es entstanden verschiedenste Fanartikel, ein eigener Fansong und sogar ein Fanclub, der sich nach der YB-Wurst benannte.
Die Wurst besteht aus Rindfleisch, Schweinefleisch, Speck, Schwarte und Gewürzen und wird in einen Naturdarm gefüllt. Sie wiegt ungefähr 140 Gramm.
Die «YB-Wurst» wird bei jedem Heimspiel verkauft, im ganzen Kanton Bern gibt es die Würste auch in Lebensmittelgeschäften von Migros zu kaufen. Hersteller war vorher lange der Schweizer Fleischproduzent Bell.
Neben der bekannten YB-Wurst wird seit einigen Jahren auch die YB-Bratwurst im Stadion Wankdorf angeboten.

### Ds gäube Wägeli
Ds gäube Wägeli (berndeutsch für «der gelbe Wagen») wird die Sanitätsbahre genannt, die dann eingesetzt wird, wenn ein verletzter Spieler nicht selber das Feld verlassen kann. Die einachsige Rollbahre mit ihren vierspeichigen, kutschenartigen Rädern wird seit den 90er Jahren bei jedem Einsatz höhnisch vom Publikum gefeiert. Sie hat Kultstatus. Dass sie, noch im alten Wankdorfstadion, durch ein Modell moderneren Erscheinungsbildes ersetzt wurde, wurde nach heftigen Protesten der Fans rückgängig gemacht. Für Aufregung sorgte ds gäube Wägeli 2001, als es von einem jungen YB-Fan entwendet und in einer Garage versteckt wurde. Erst wegen des grossen Aufhebens in den Medien brachte er es reumütig wieder zurück. 2002 wurde ds gäube Wägeli frisch gestrichen.
Der Name ist eine Allusion an die (gleichgenannten) Personentransporter der psychiatrischen Klinik Münsingen. Diese waren früher dem Erzählen nach gelb gestrichen und im Raum Bern Synonym für «Abtransport».